# Seznam křížů v Rouchovanech
Kříže na katastru obce Rouchovany a vsi Šemíkovice v okrese Třebíč.

## Existující kříže

### Kříž postavený Františkem Ludvíkem roku 1911
Kříž nyní stojí po pravé straně silnice směrem na Kordulu asi 100 metrů od rešického lesa. Před narovnáním silnice stál vlevo od cesty v zátočině. Čelní strana kříže je dnes otočená o 180 stupňů. Socha Krista chybí. Kříž nechal postavit u svého pole pan František Ludvík z náměstí – Rouchovany č.p. 76.

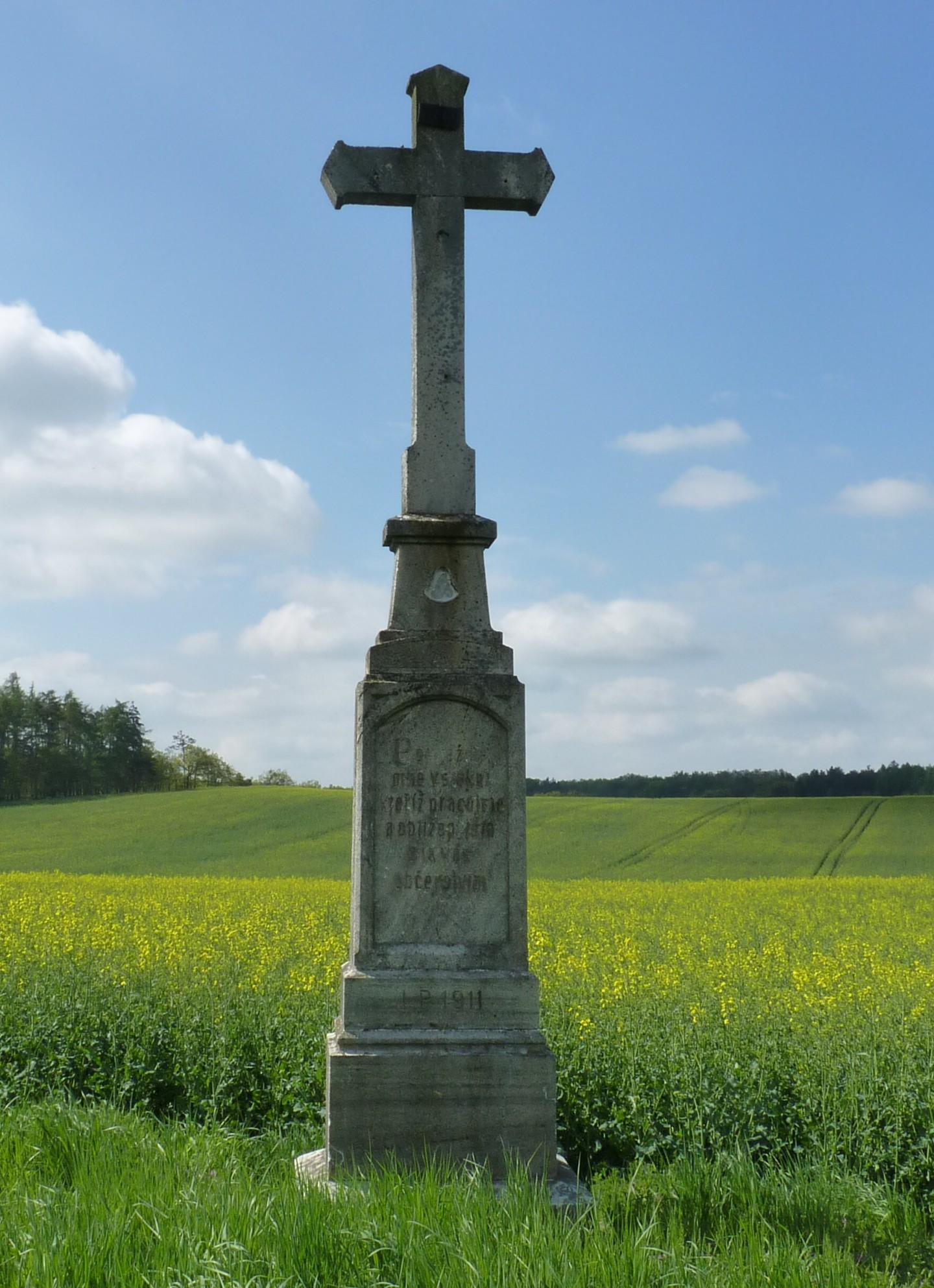
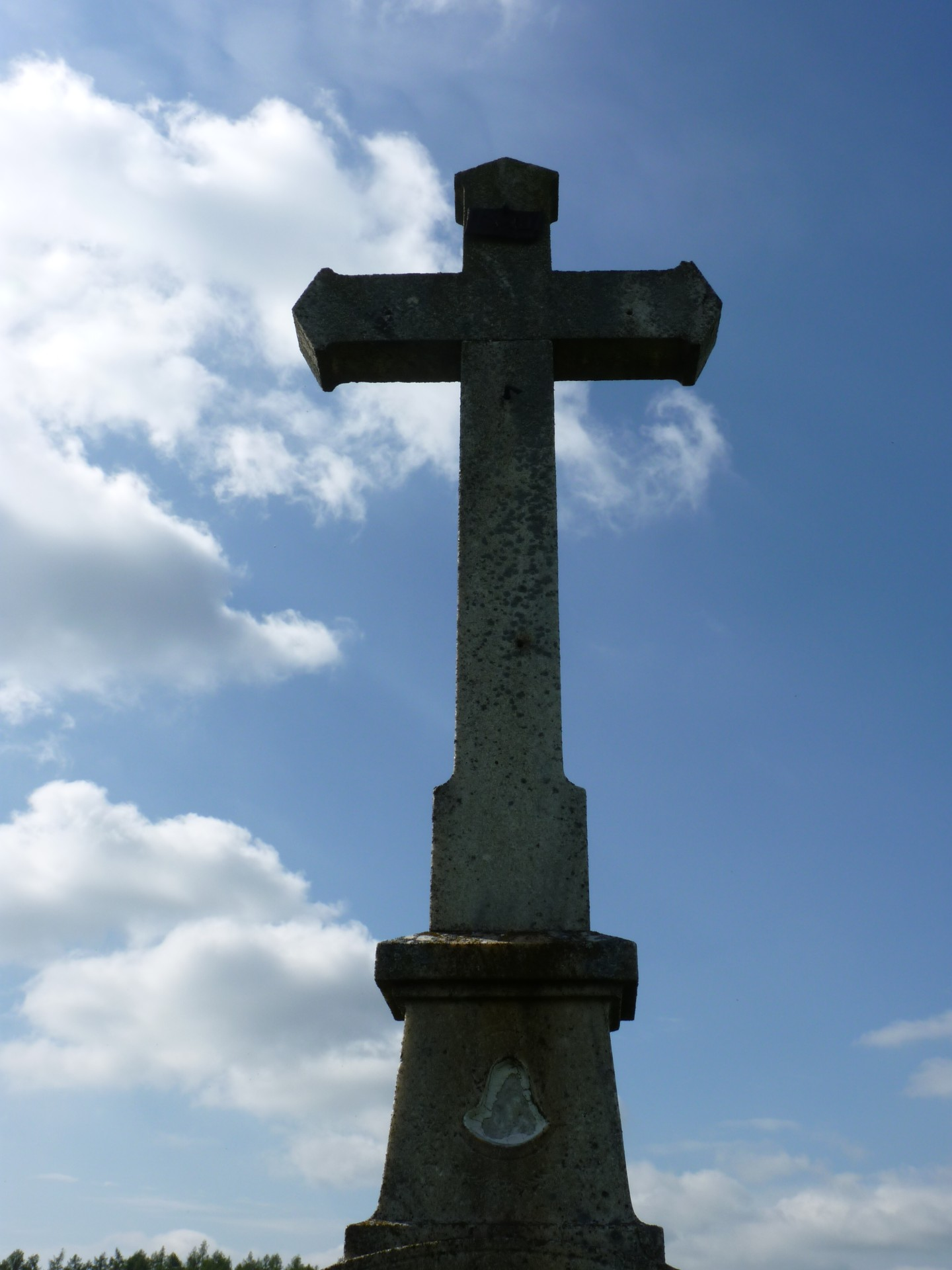
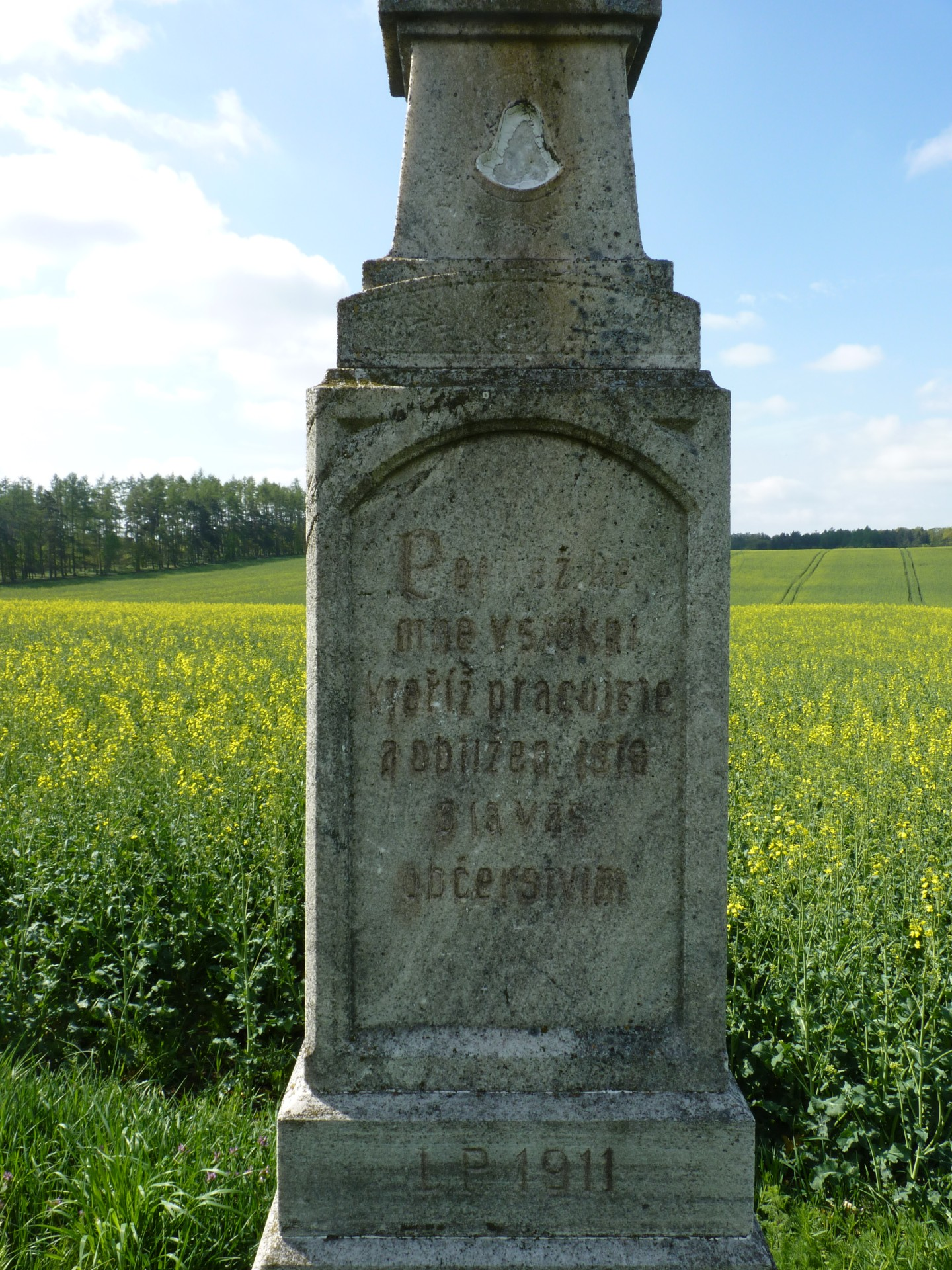

Na kříži je nápis:
POĎTEŽ KE

MNĚ VŠICKNI

KTEŘÍŽ PRACUJETE

A OBTIŽENI JSTE

A JÁ VÁS

OBČERSTVÍM

L. P. 1911

### Kříž postavený obcí Rouchovanskou roku 1849
Kříž lze nalézt v rákosí u odpadní strouhy z bývalé mlékárny – v polích vlevo od silnice na Rešice. Podle seznamu Státního památkového úřadu v Brně (1947) – kříž z roku 1848 na lukách, p.č. 668, majitel Jan Krys č.p. 54, v ohbí cesty p.č. 1190. Text na kříži je psán švabachem.

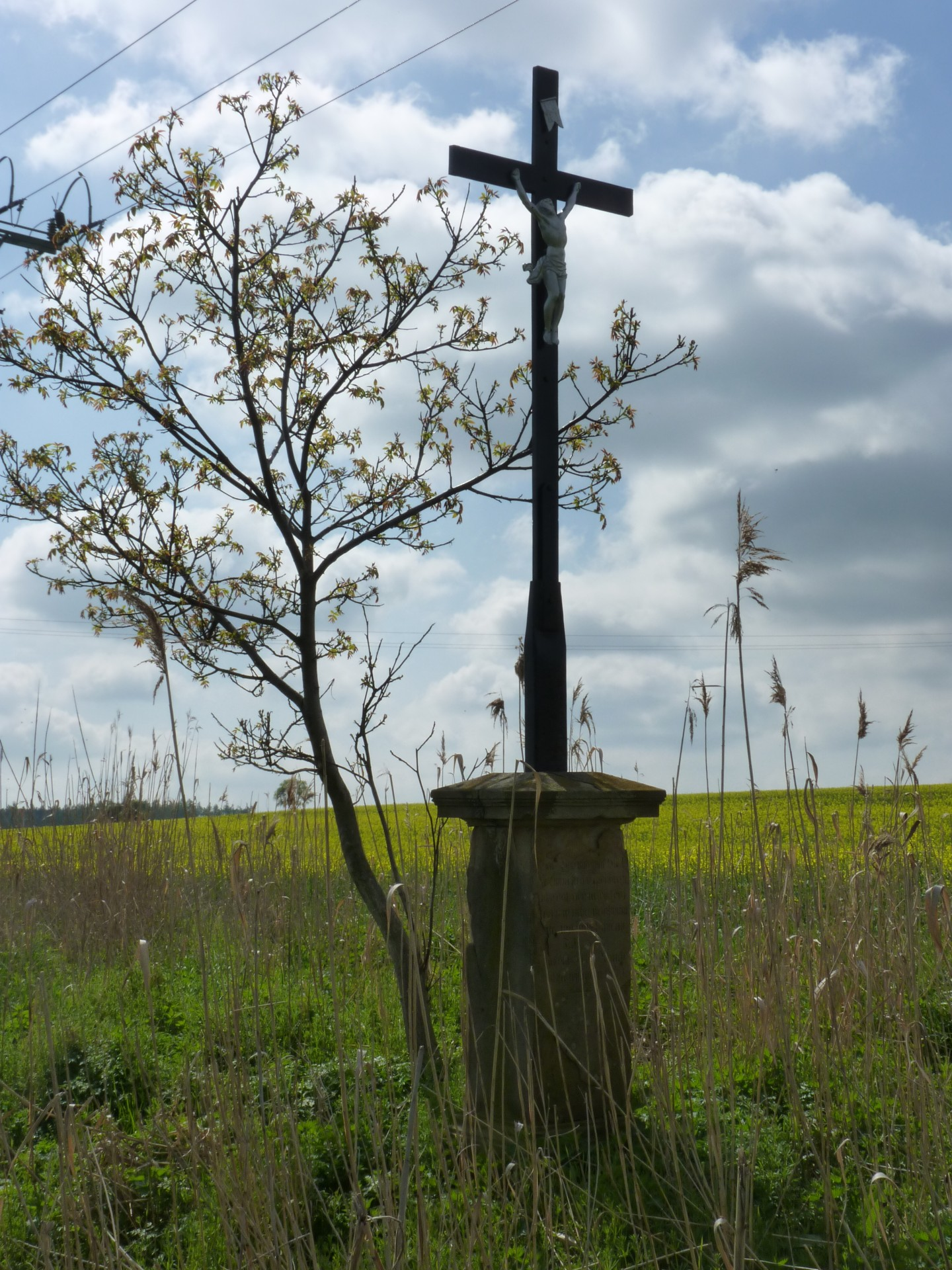
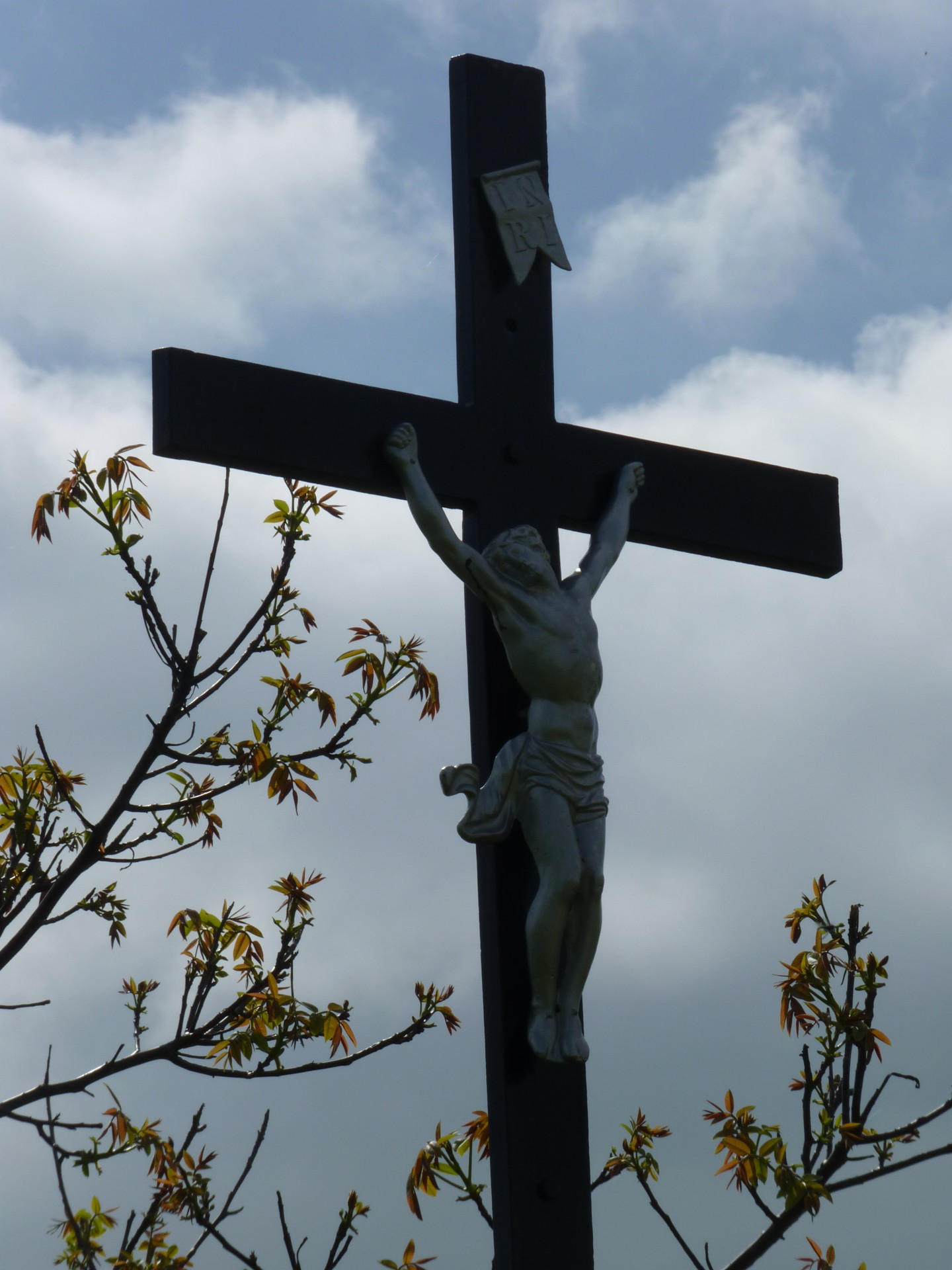
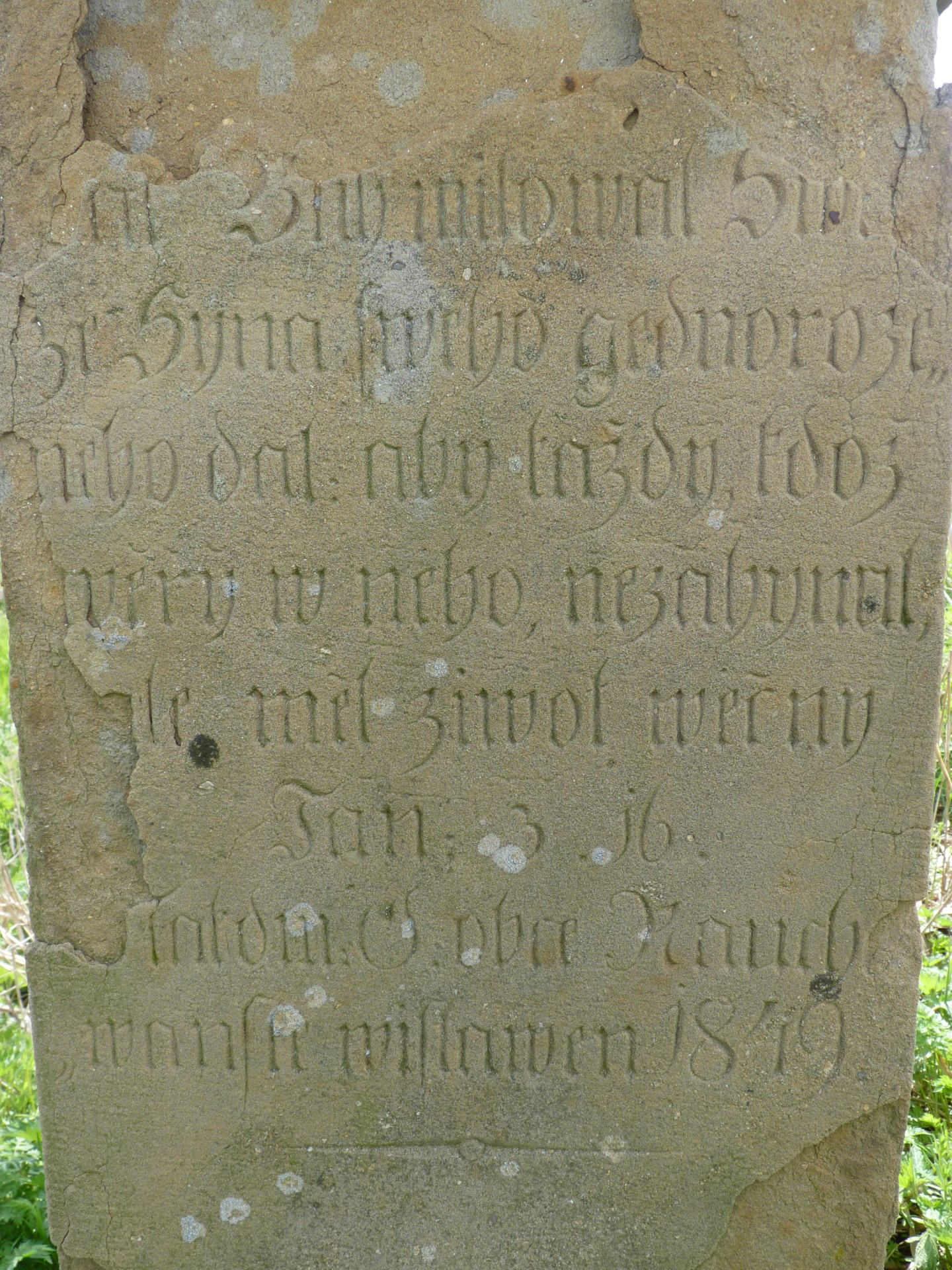

Nápis na kříži:
TAK BŮH MILOVAL SVĚT,

ŽE SYNA SVÉHO JEDNOROZE-

NÉHO DAL, ABY KAŽDÝ, KDOŽ

VĚŘÍ V NĚHO, NEZAHYNUL,

ALE MĚL ŽIVOT VĚČNÝ.

JAN: 3. 16.

NÁKLADEM ??? OBCE ROUCHO-

VANSKÉ VYSTAVEN 1849

### Kříž Fr. Procházky u cesty do Šemíkovic
Kříž je u původní cesty z dnešního Soukupova mlýna do Šemíkovic. V soupisu křížů, kapliček a Božích muk farnosti Rouchovany je uveden jako kříž Soukupův, patřící obci Šamikovice. Z textu na kříži je čitelný pouze zbytek.

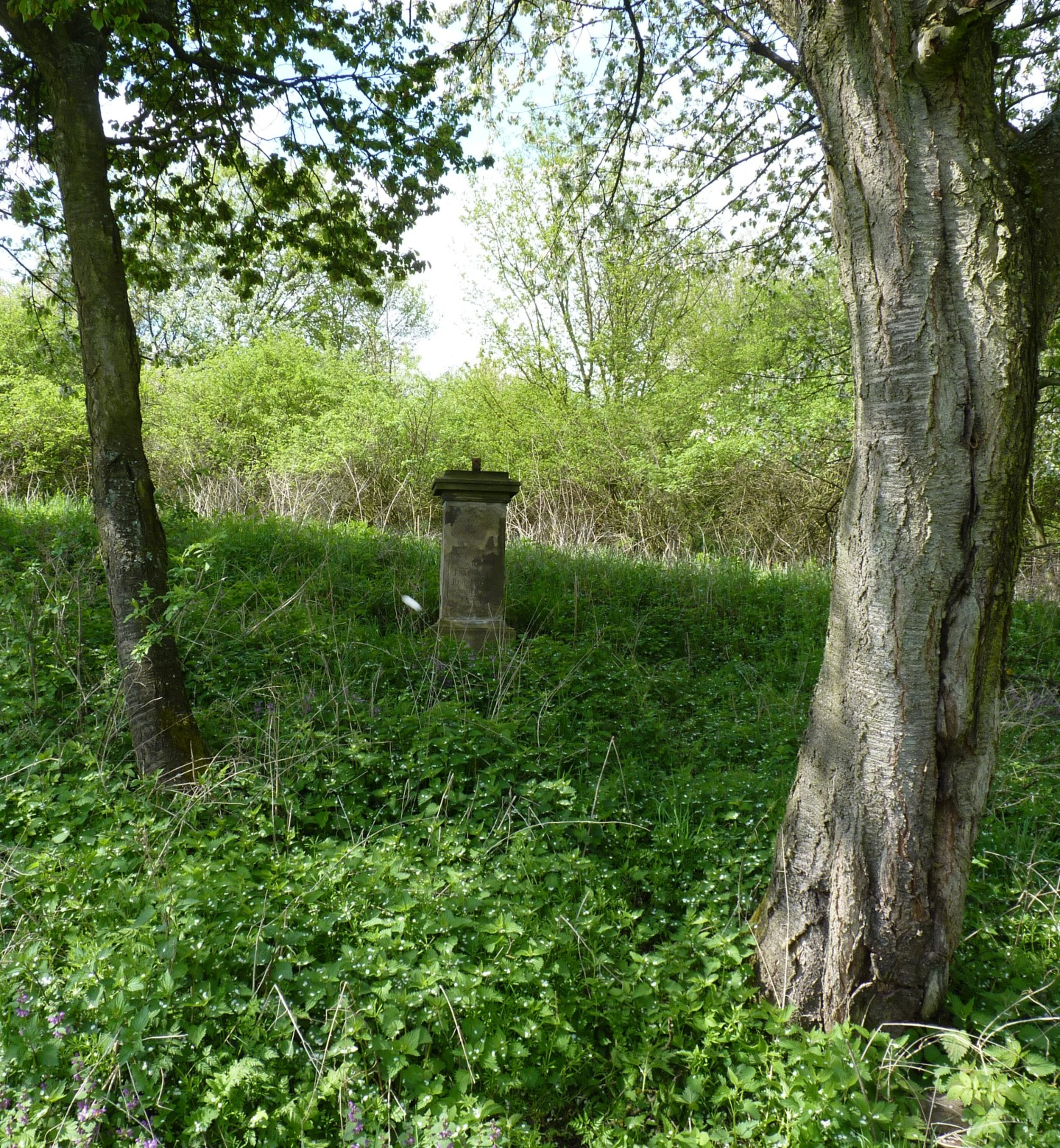
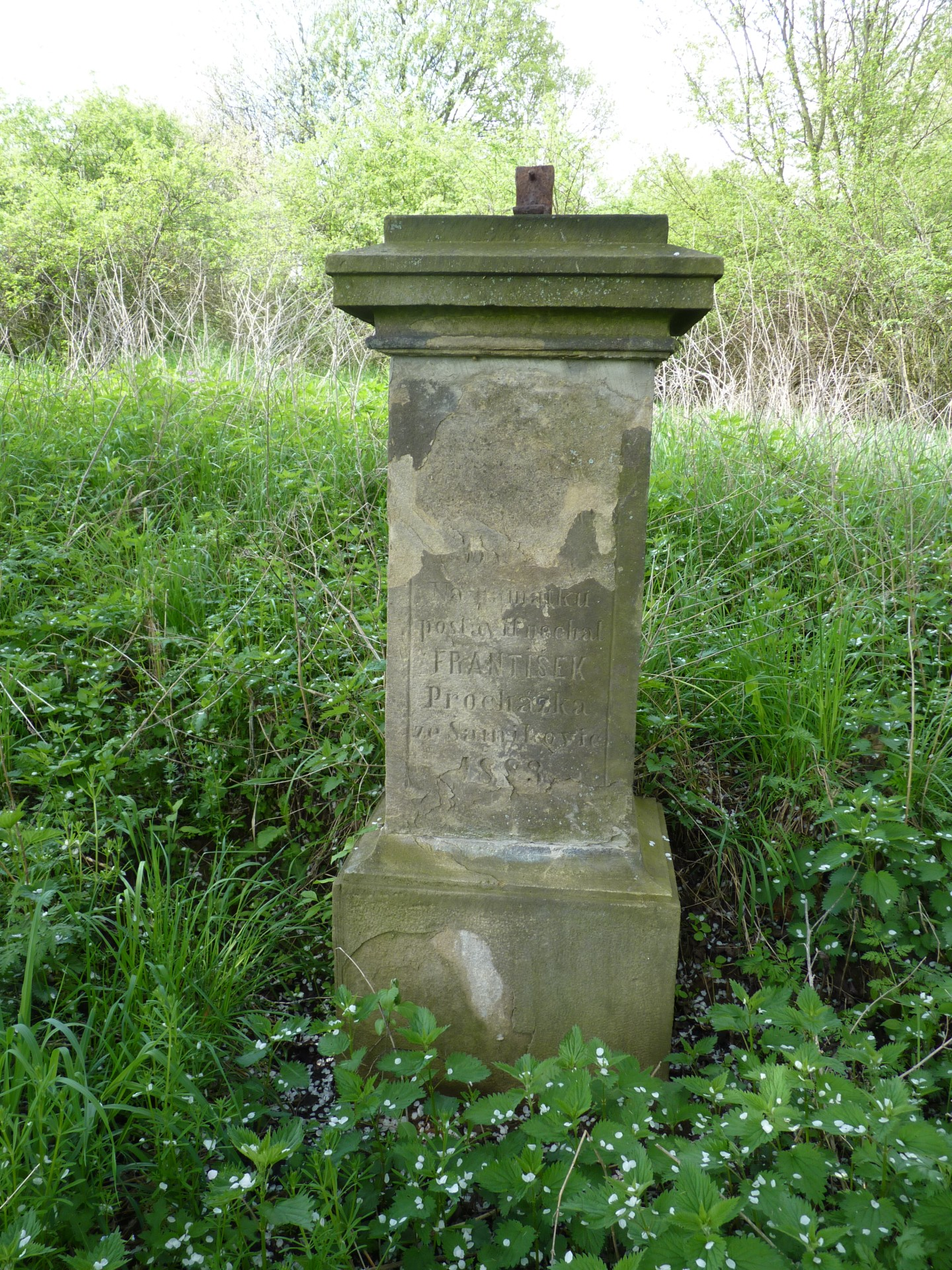
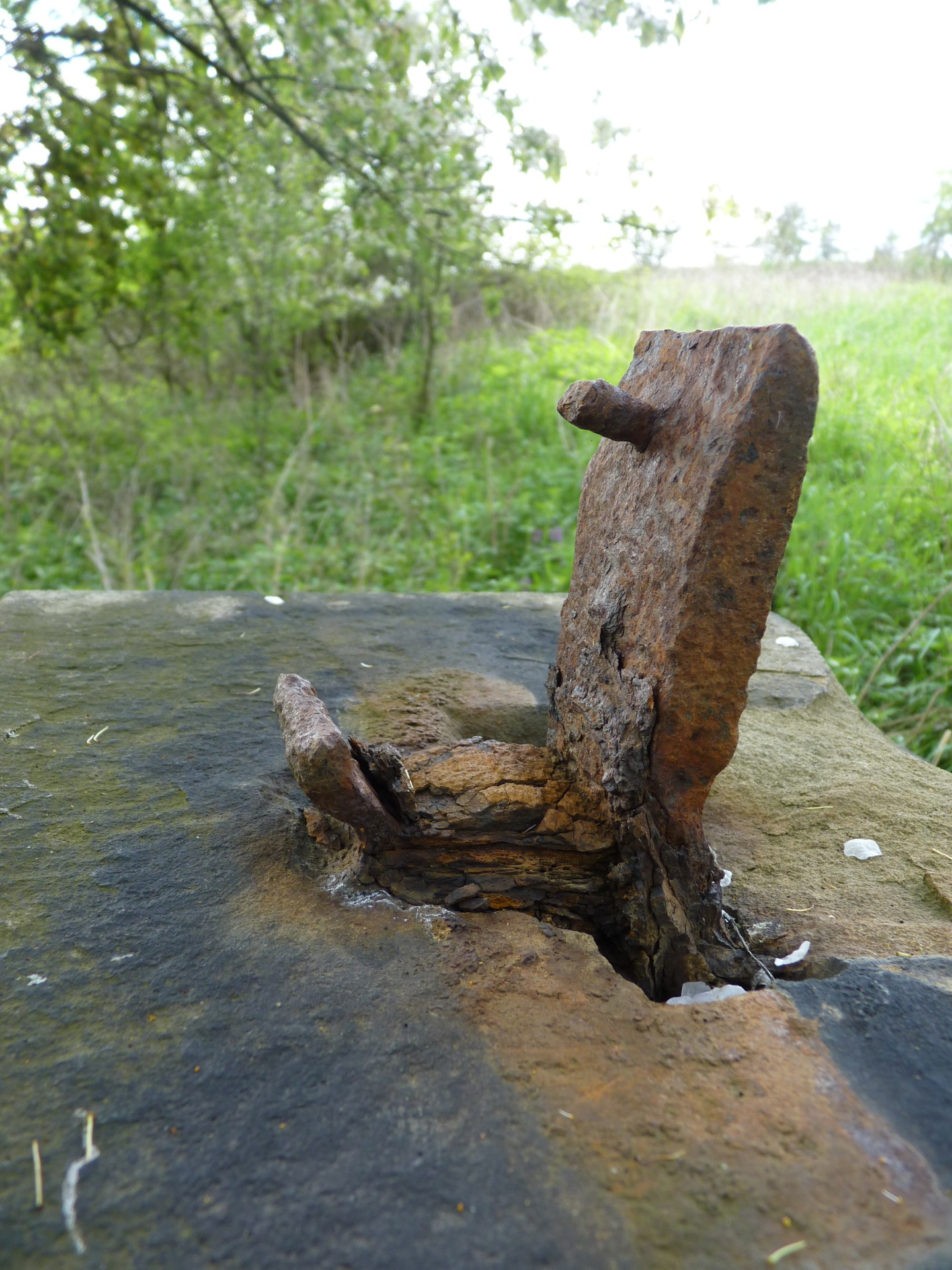

………………………

Na památku

postavit nechal

FRANTIŠEK

Procházka

ze Šamikovic

1883

### Kříž postavený obcí Rouchovanskou 1882
Kříž stojí hned za vesnicí, vpravo od silnice na Rešice, mezi posledním domem a bývalým hřištěm (dnes sběrný dvůr). Text na kříži je nečitelný.

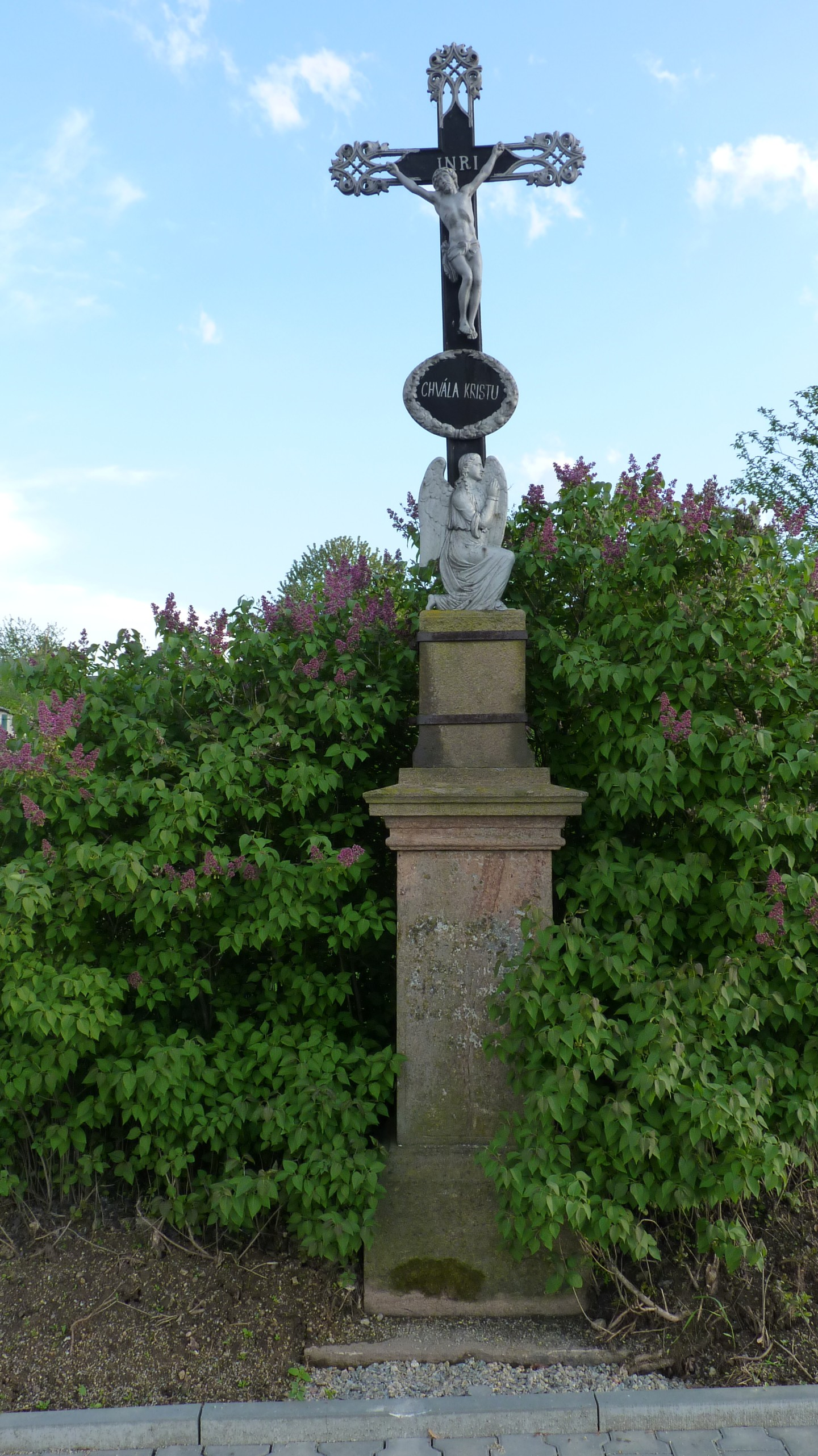
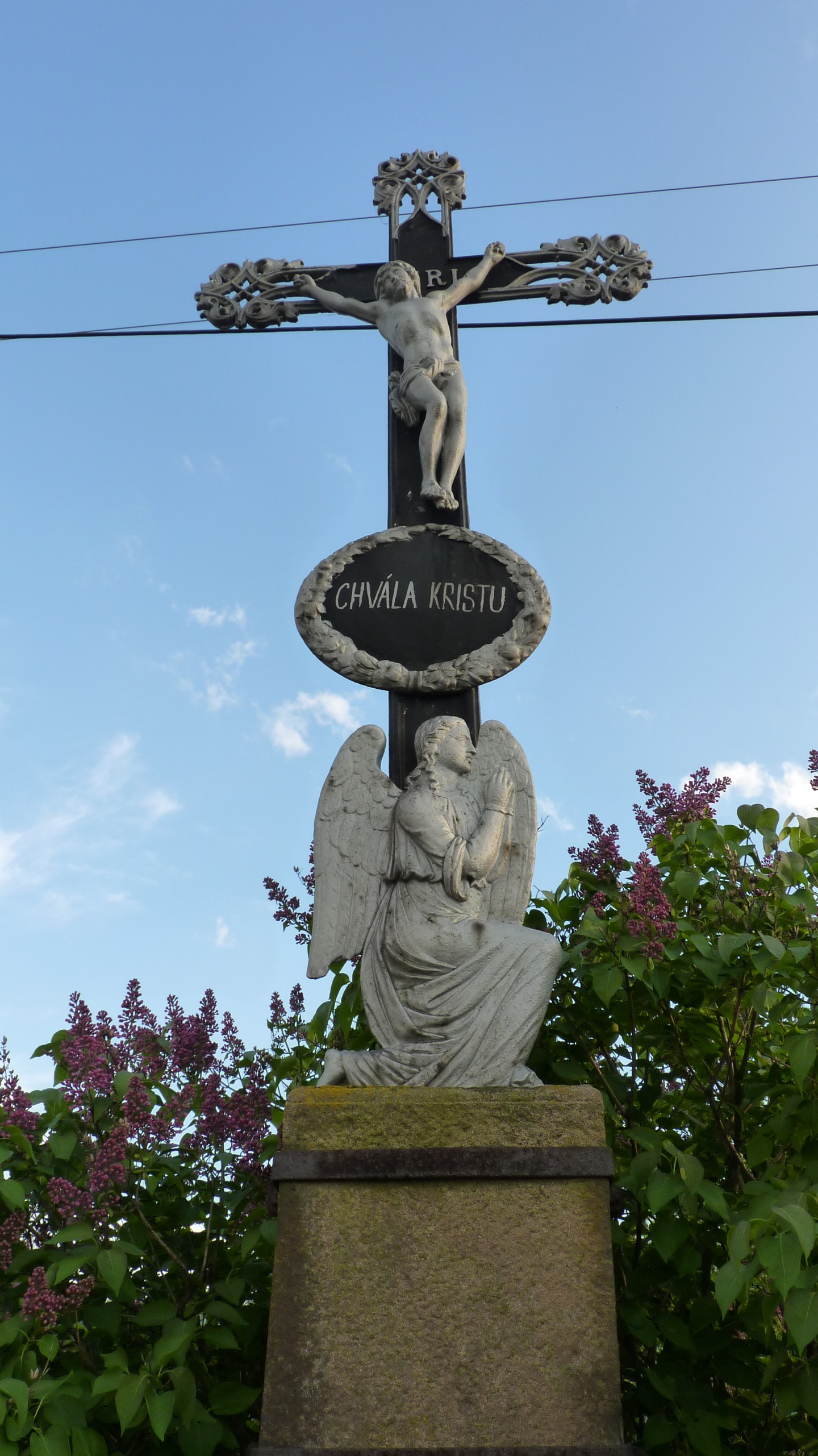

### Kříž v polích směrem na Přešovice
Kříž byl postaven u cesty, která dnes už neexistuje. Zůstal na původním místě a dnes ho najdeme v poli asi 20 m vlevo od přešovské zkratky, před mostkem přes Bořikovskou strouhu. Rouchovanská kronika – kříž postavený nákladem ctných občanů Rouchovanských směrem k Litovanům r roku 1882. Podle oficiálního soupisu památek z roku 1947 – kříž z roku 1882 u Horního Přešovského můstku p.č. 910, maj. František Severin, Rouchovany č. 39, s manželkou Marií. Z textu na kříži je čitelný pouze zbytek.

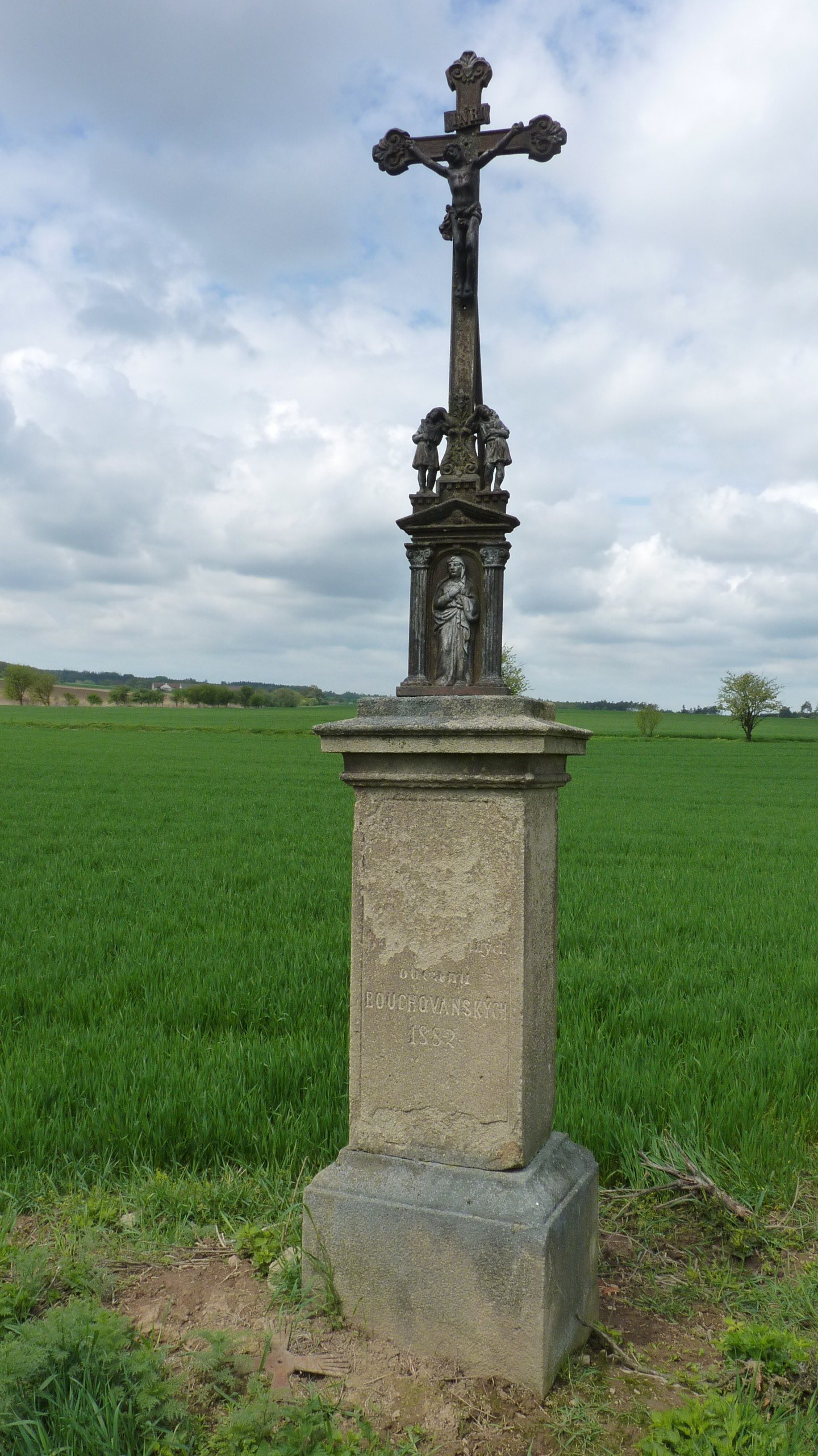
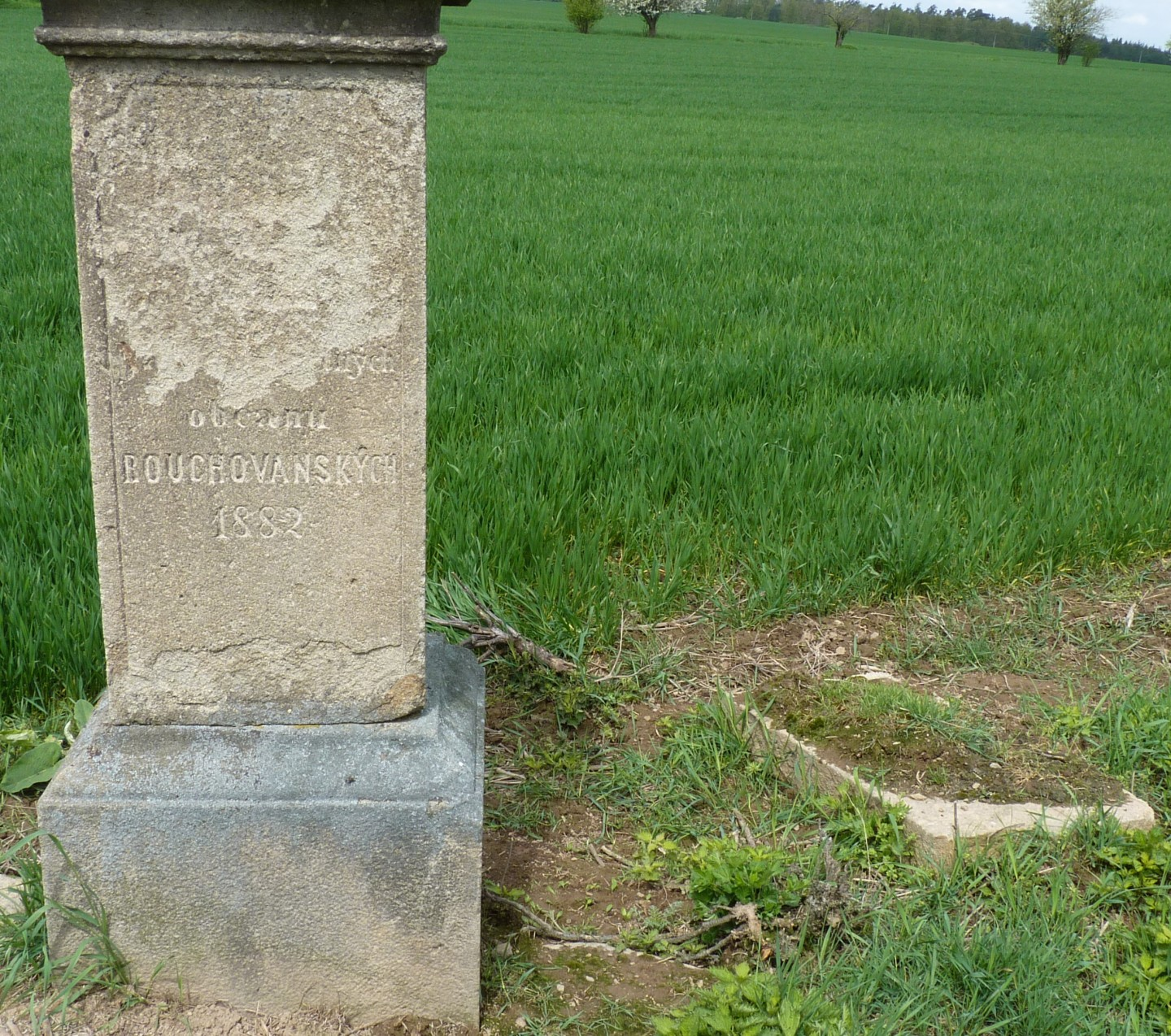

………………………

…………..NÝCH

OBČANŮ

ROUCHOVANSKÝCH

1882

### Kříž za koupalištěm – za rybníkem Stejskal
Stojí na místě kde byl postaven. Původně stával na křižovatce polních cest. Cesta kolem rybníka k Přešovicím zůstala, příční cesta podél Boříkovské strouhy je zrušená. Lze ho nalézt po pravé straně cesty. Podle rouchovanské kroniky – směrem k Přešovicům stojí kříž od Jana Růžičky z r. 1880. V soupisu Státního památkového úřadu v Brně z r. 1947 je uvedeno – kříž z r. 1880 u Dolního Přešovského můstku, p.č. 938 Veselý Josef a Anna, Šemíkovice č. 17. Z textu lze přečíst pouze letopočet 1880.

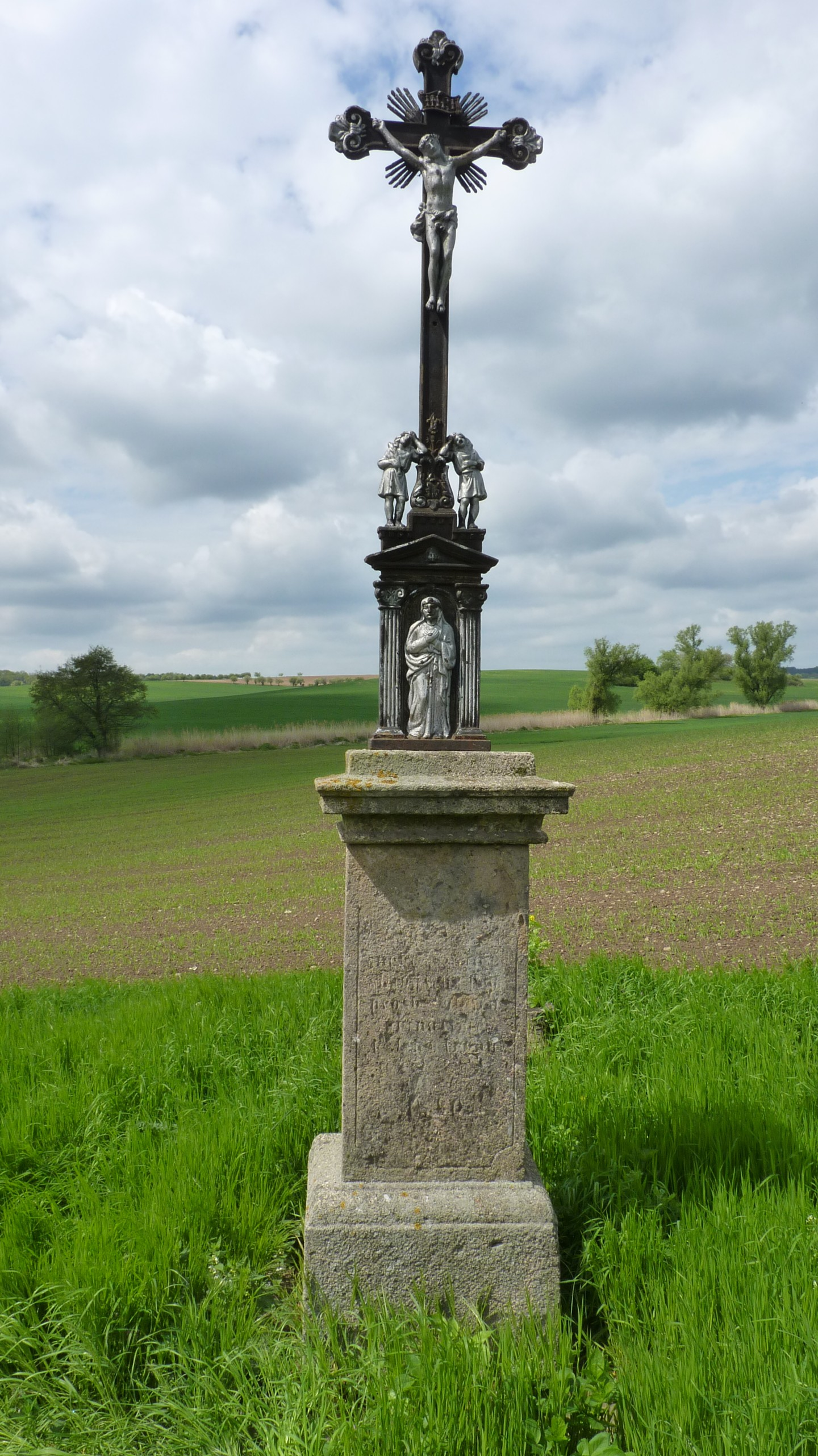
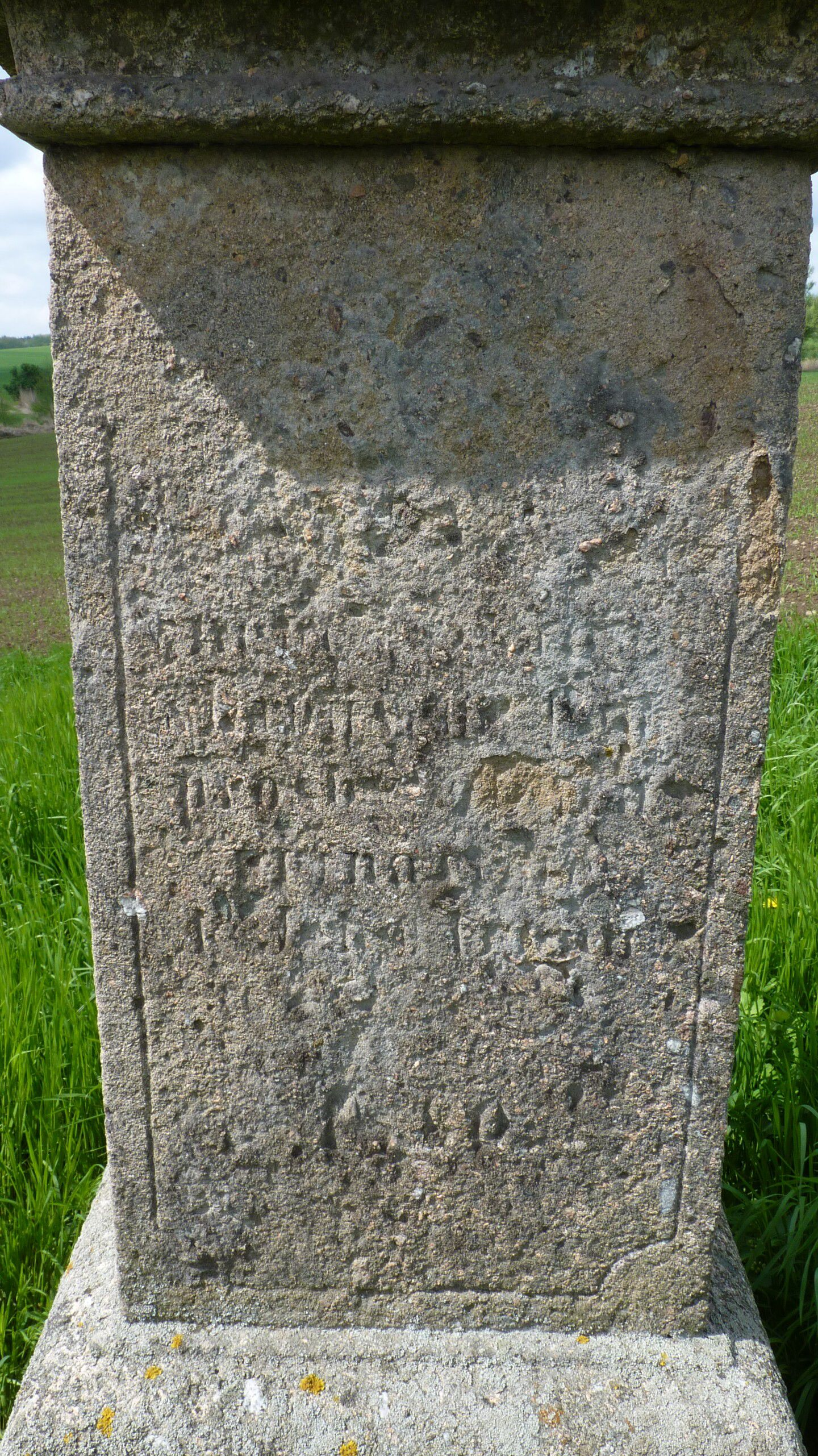

### Kříž u vodojemu – Červený kříž
Stojí dodnes na stejném místě, tj. vlevo od silnice naproti vodojemu. V obecní kronice se píše – „Červený“ kříž k Hrotovicům od obce Rouchovan z roku 1882. V soupisu památek (1947) – kříž z roku 1882 v trati „U červeného kříže“, p.č. 311, Coufalová Cecílie a Coufal Josef syn, Rouchovany č. 61. Z textu na kříži je čitelné pouze.

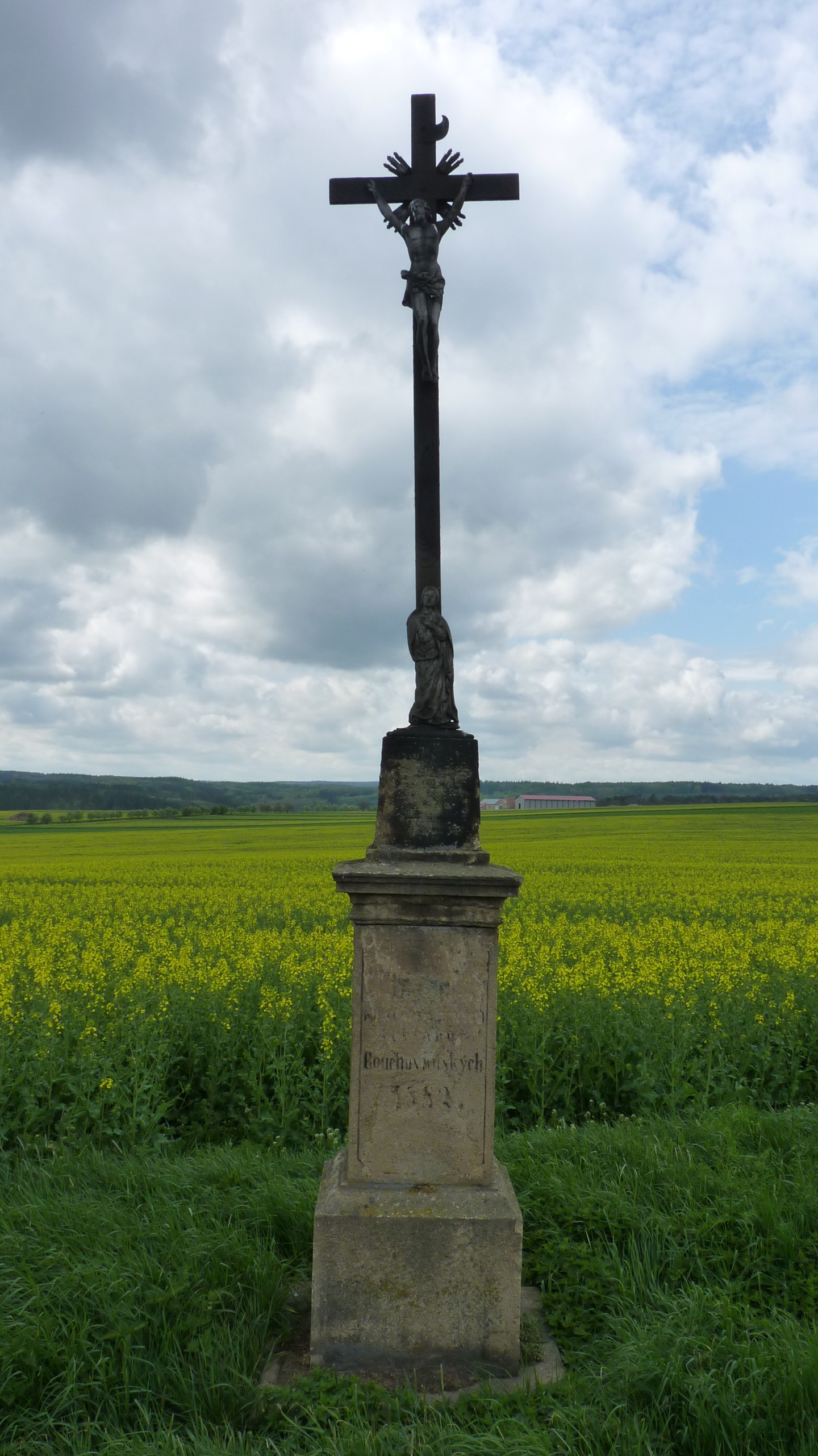
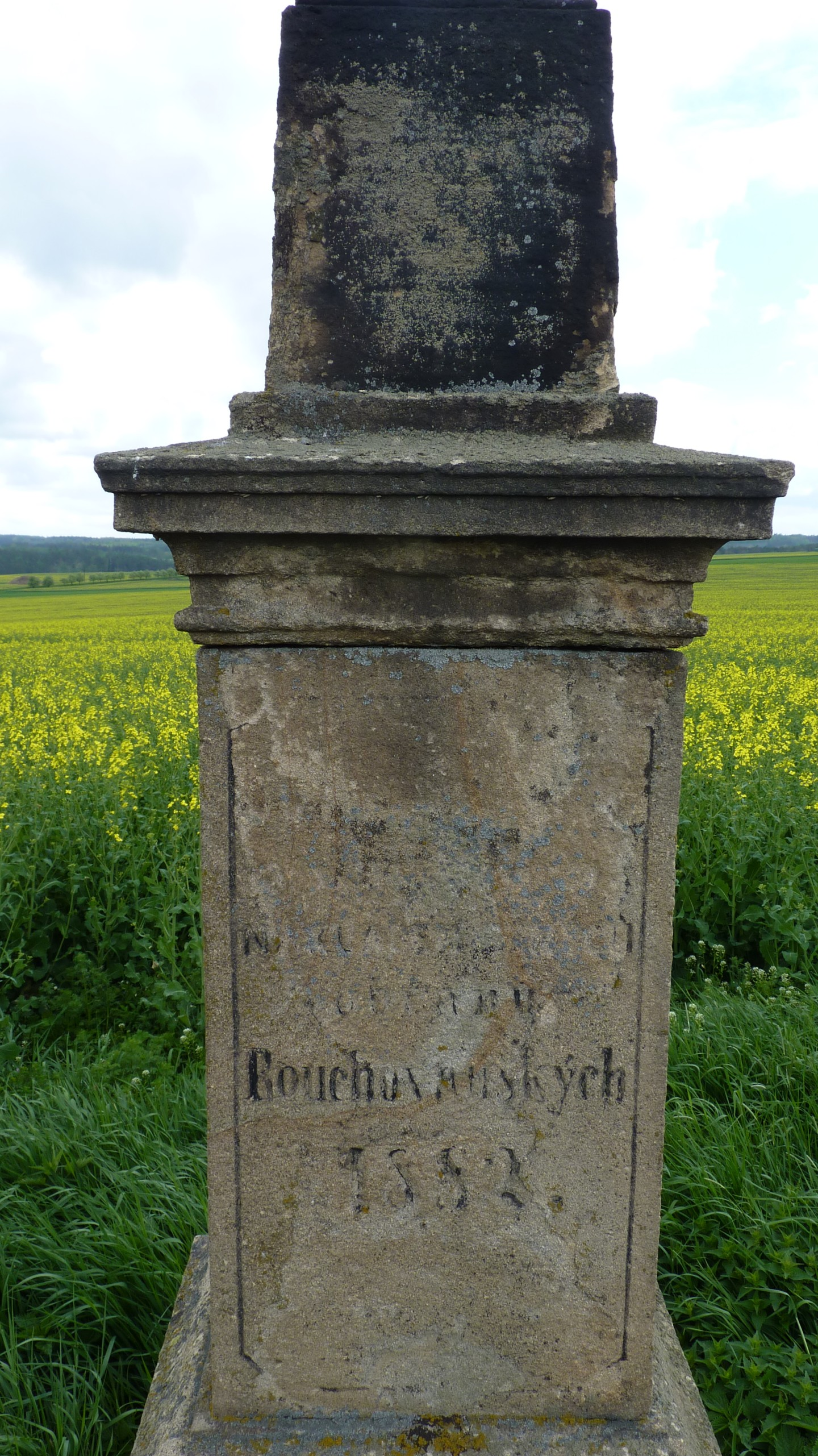
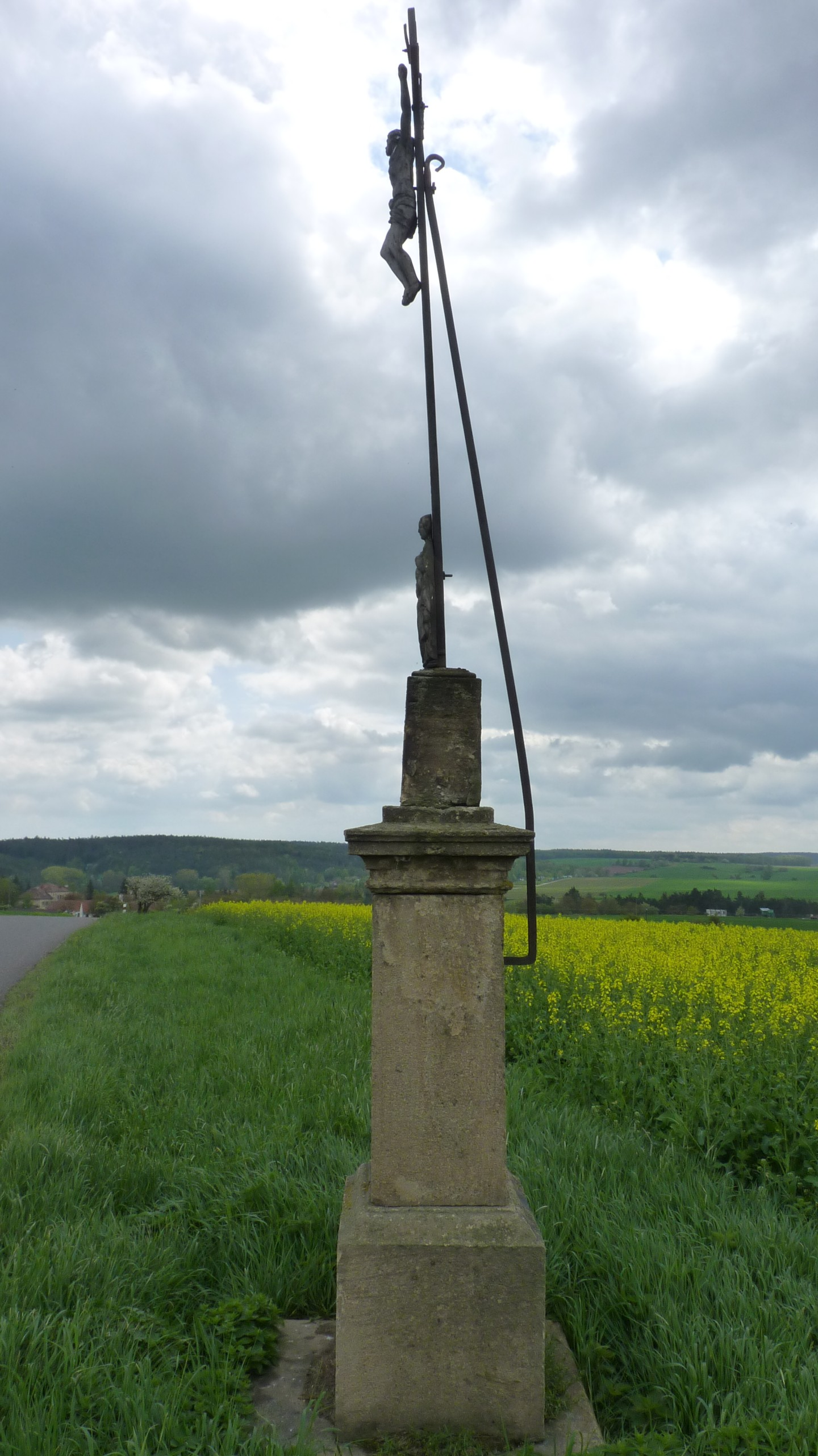

………………………

…………………..NŮ

ROUCHOVANSKÝCH

1882

### Kříž na pravé straně u silnice na Hrotovice
Nalézá se u odvodňovací strouhy vpravo od silnice na Hrotovice. Protože tam měli dřív Pelánovi z náměstí čp. 68 pole, říká se mu „Pelánův“. Podle pana Josefa Pelána jeho rodina kříž nepostavila. V obecní kronice je uvedeno – kříž na kněžských lukách. Na kříži není žádný text ani letopočet.

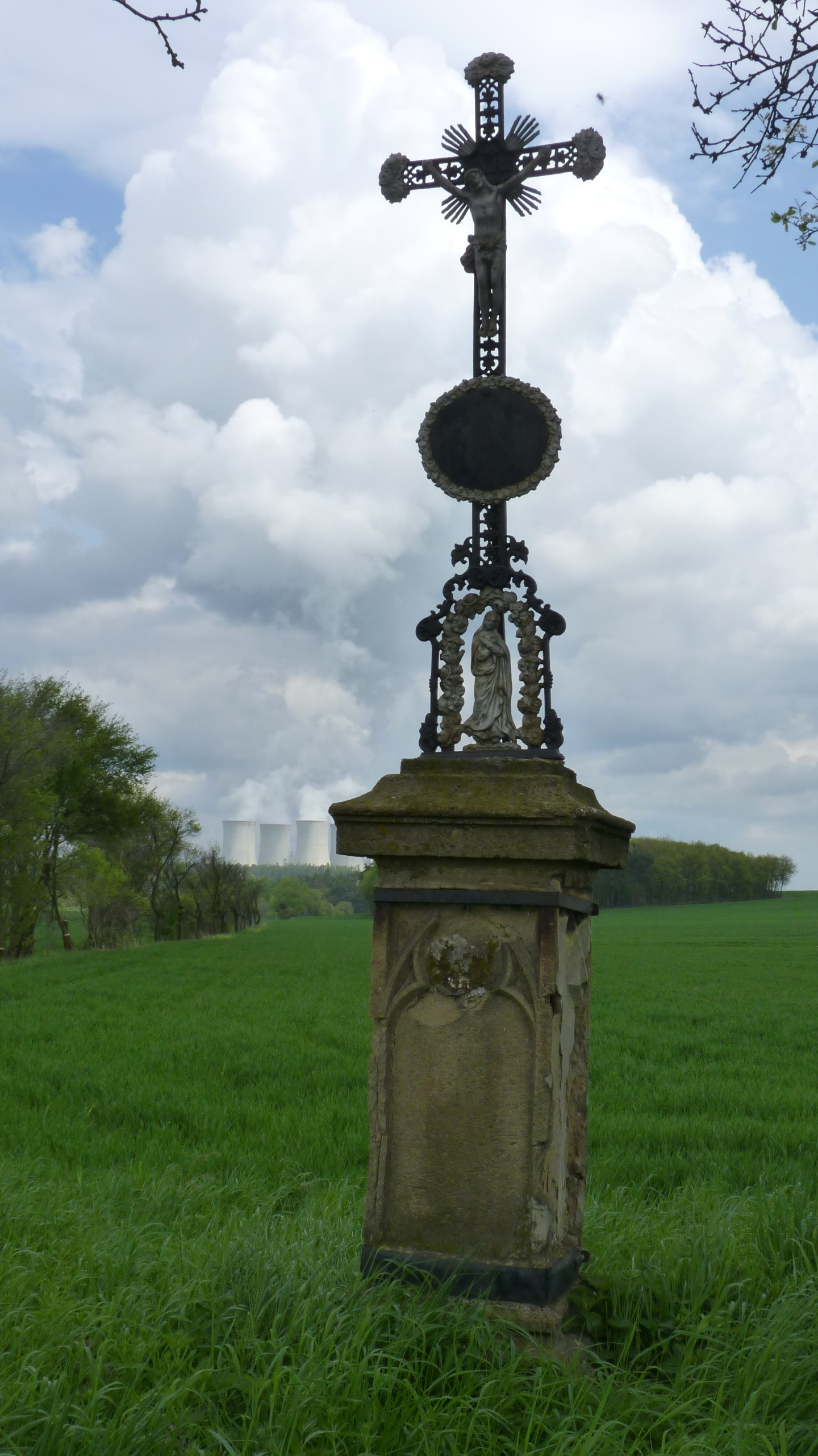
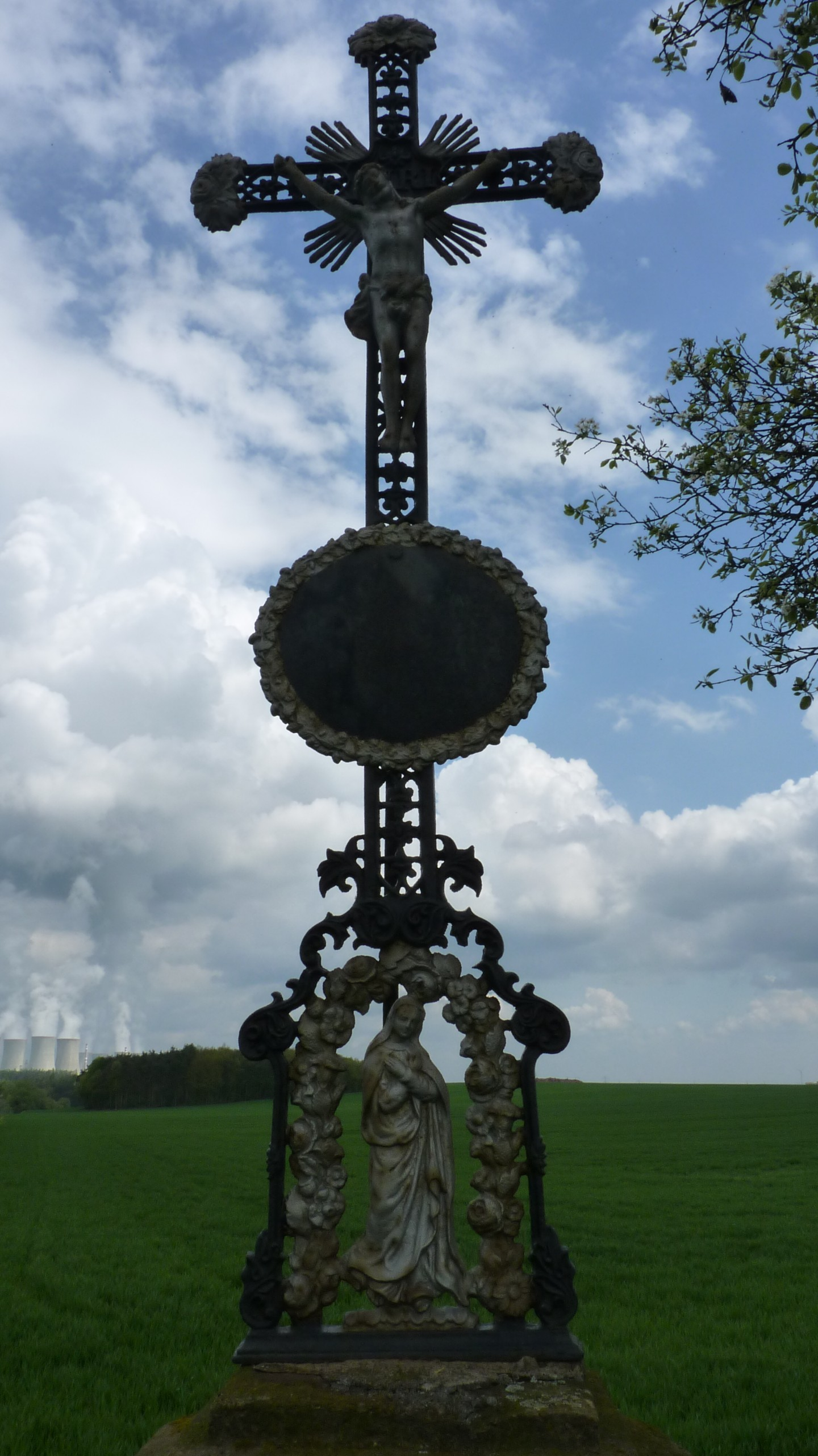
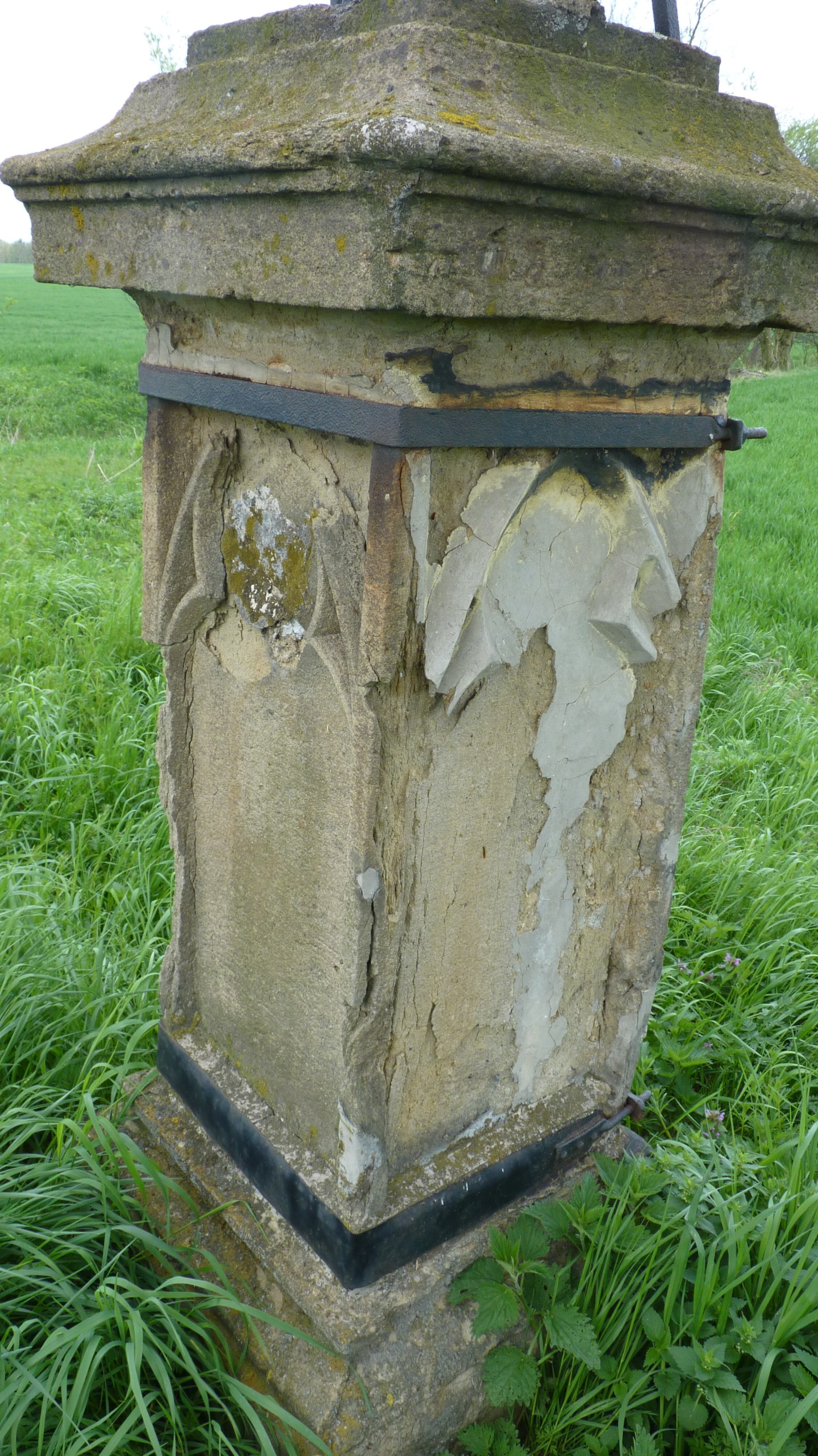

### Kříž u cesty od vodojemu ke Slavěticím

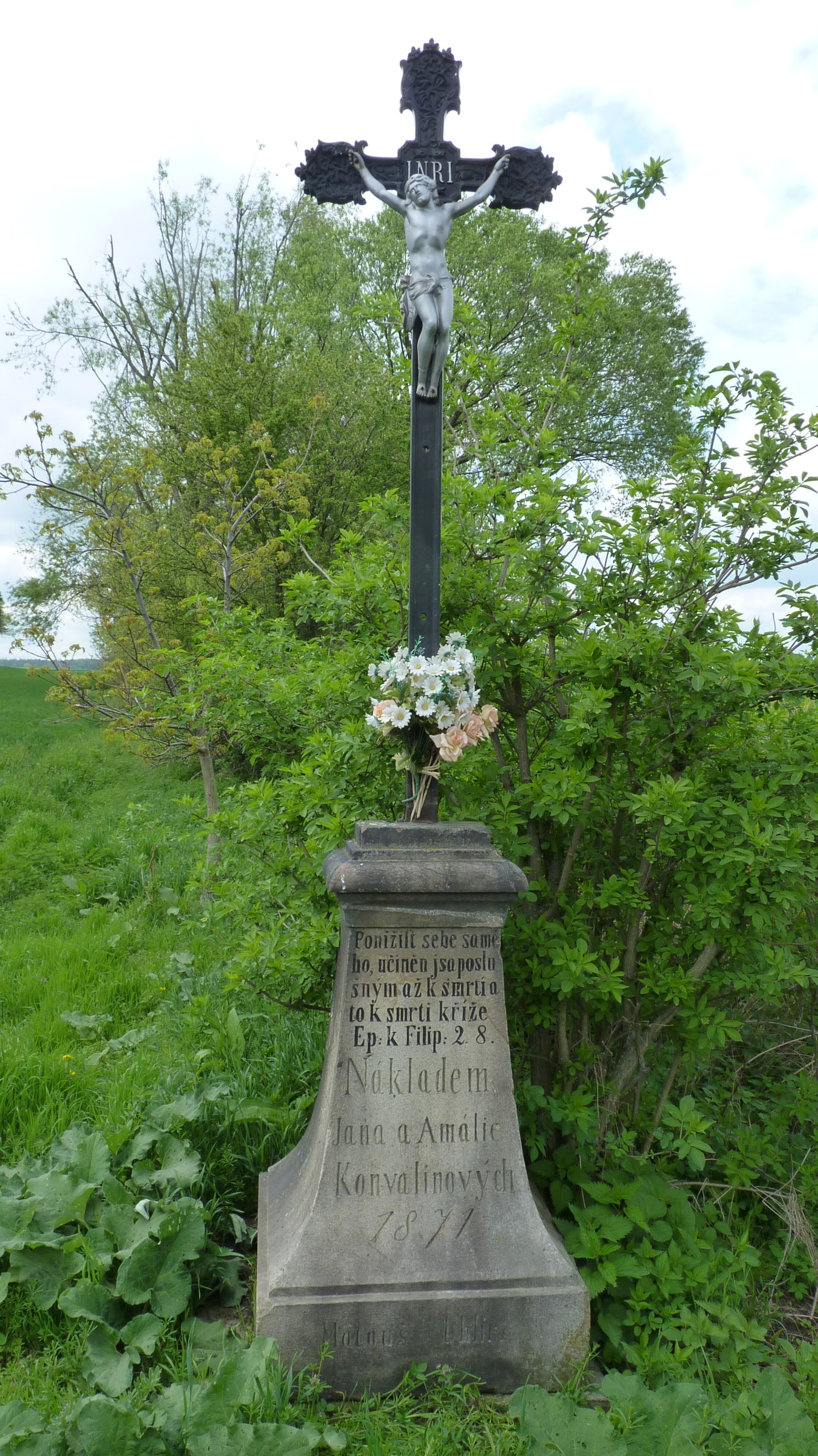
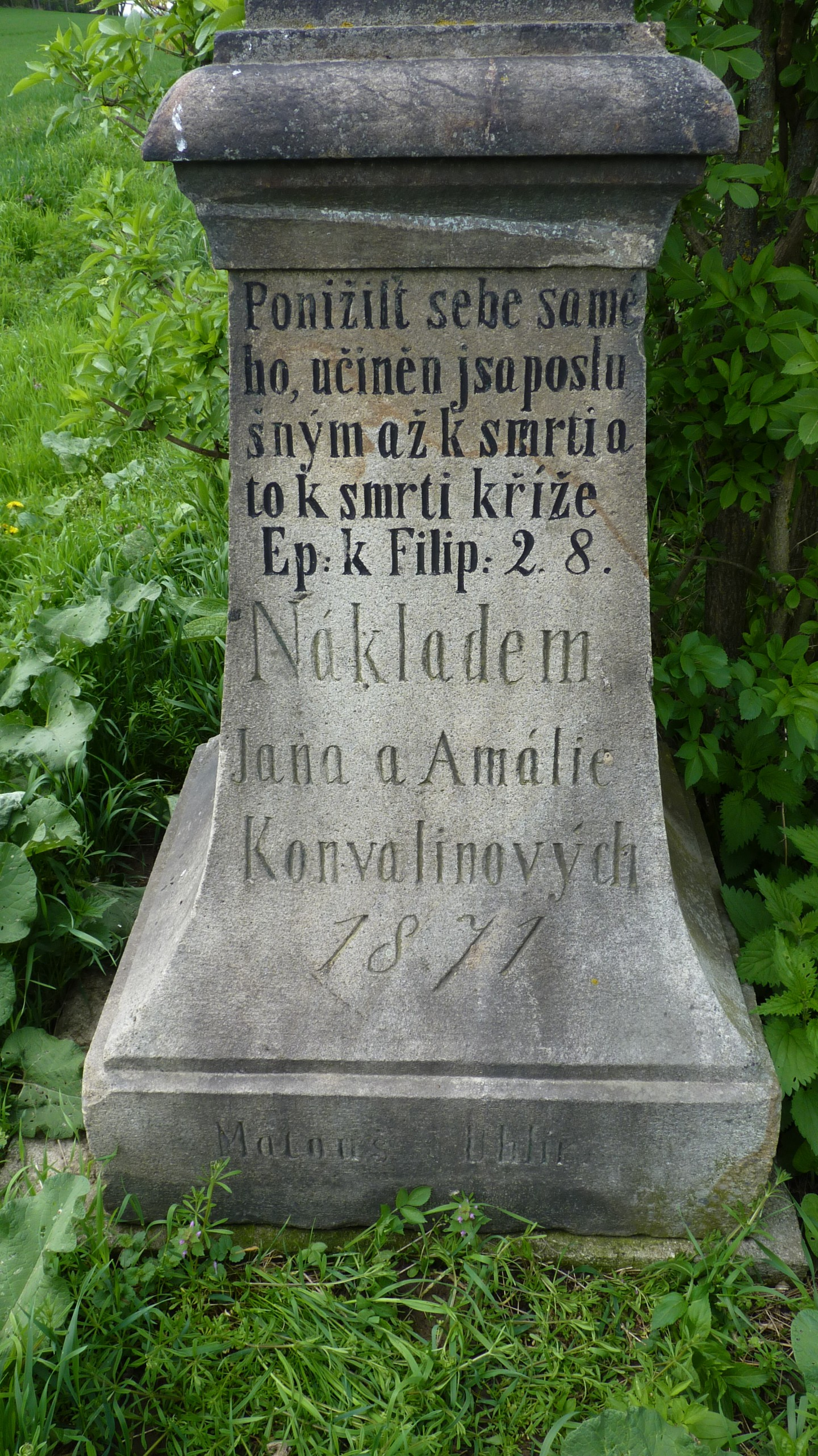

Státní památkový úřad v Brně (1947) uvádí – kříž z roku 1871 zv. Konvalinův, v polích vpravo od silnice k Hrotovicím, při cestě zv. „Březí“, na poli p.č. 474 v rohu tvořeném polními cestami, p.č. 1156 a 1162. Maj. pozemku i kříže František Konvalina, rolník v Rouchovanech č. 37 s manželkou Josefou.
Nápis na kříži:
PONÍŽILŤ SEBE SAMÉ

HO UČINĚN JSA POSLU

ŠNÝM AŽ K SMRTI A

TO K SMRTI KŘÍŽE.

Ep: k Filip: 2. 8.

N á k l a d e m

Jana a Amálie

Konvalinových

1871

Matouš Uhlíř

### Kříž u cesty vedoucí do zemědělského družstva
Kříž se nachází za humny na „Černovém poli“ u 2. cesty, na křižovatce cest do ZD a k Novým dvorům. V obecní kronice se uvádí – „Coufalův“ kříž postavený obcí r. 1849. V seznamu památek – kříž u Slavětické stezky z roku 1849, p.č. 548, Frant. Černý, rolník v Rouchovanech. Na kříži není v současnosti žádný text. Je stažený ocelovými pásy. Litinový kříž s Kristem je natřený stříbřenkou.

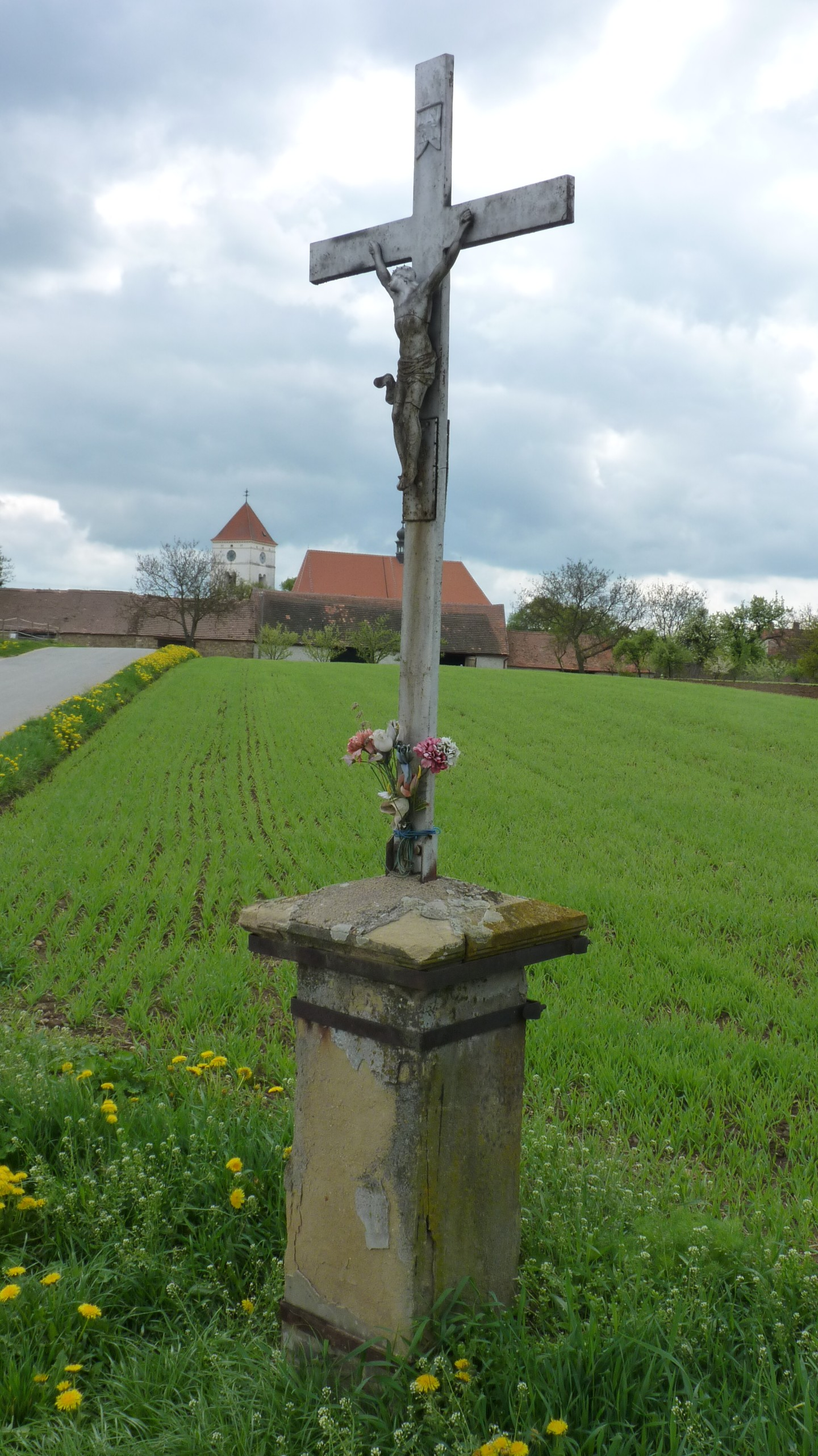
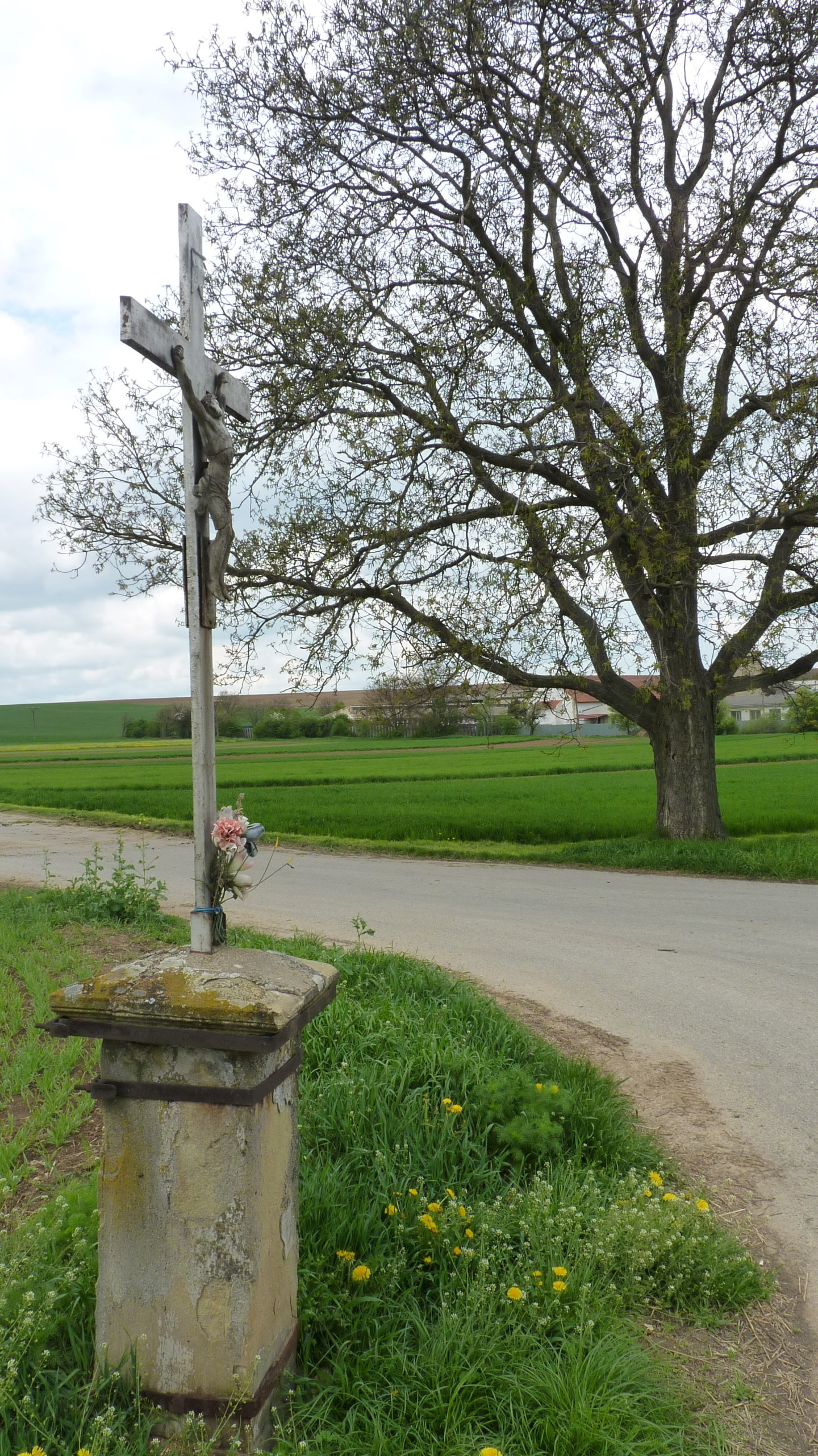

### Kříž pod lípou – za bývalou mlékárnou
Stojí pod lípou na křižovatce silnice do Dukovan a silnice do ZD. Lípa, pod kterou stojí, je strom chráněný státem. Obvod kmene ve výšce 130 cm má 4 metry a vysoká je asi 15 m. V Rouchovanské kronice se uvádí – kříž na farském poli směrem k Lipňanům. V soupisu památek Státního památkového úřadu z r. 1947 – kříž k Heřmanicím při silnice za hřbitovem (asi 1880) s lípou, p.č. 1116, silnice, veřejný statek.

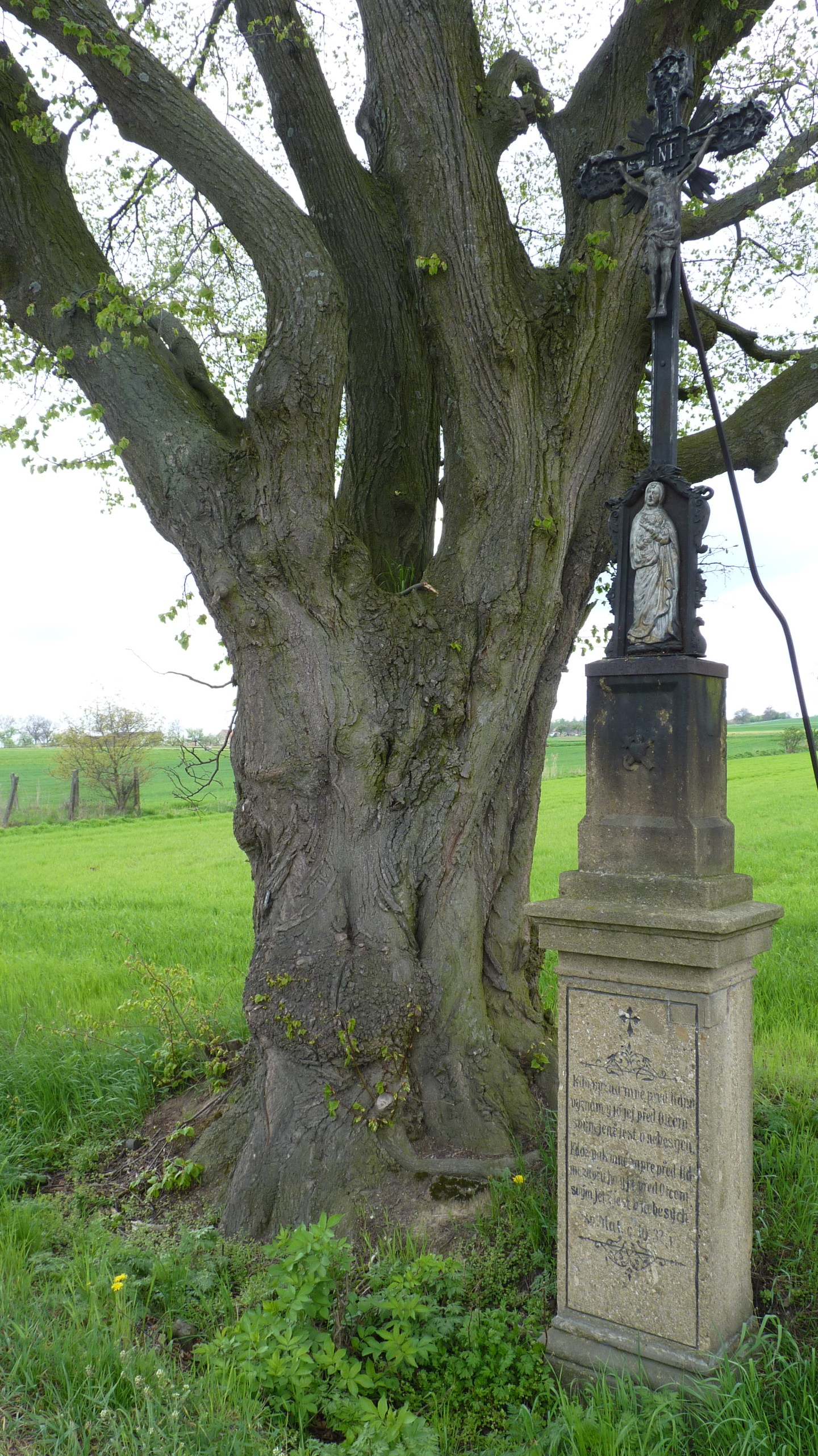
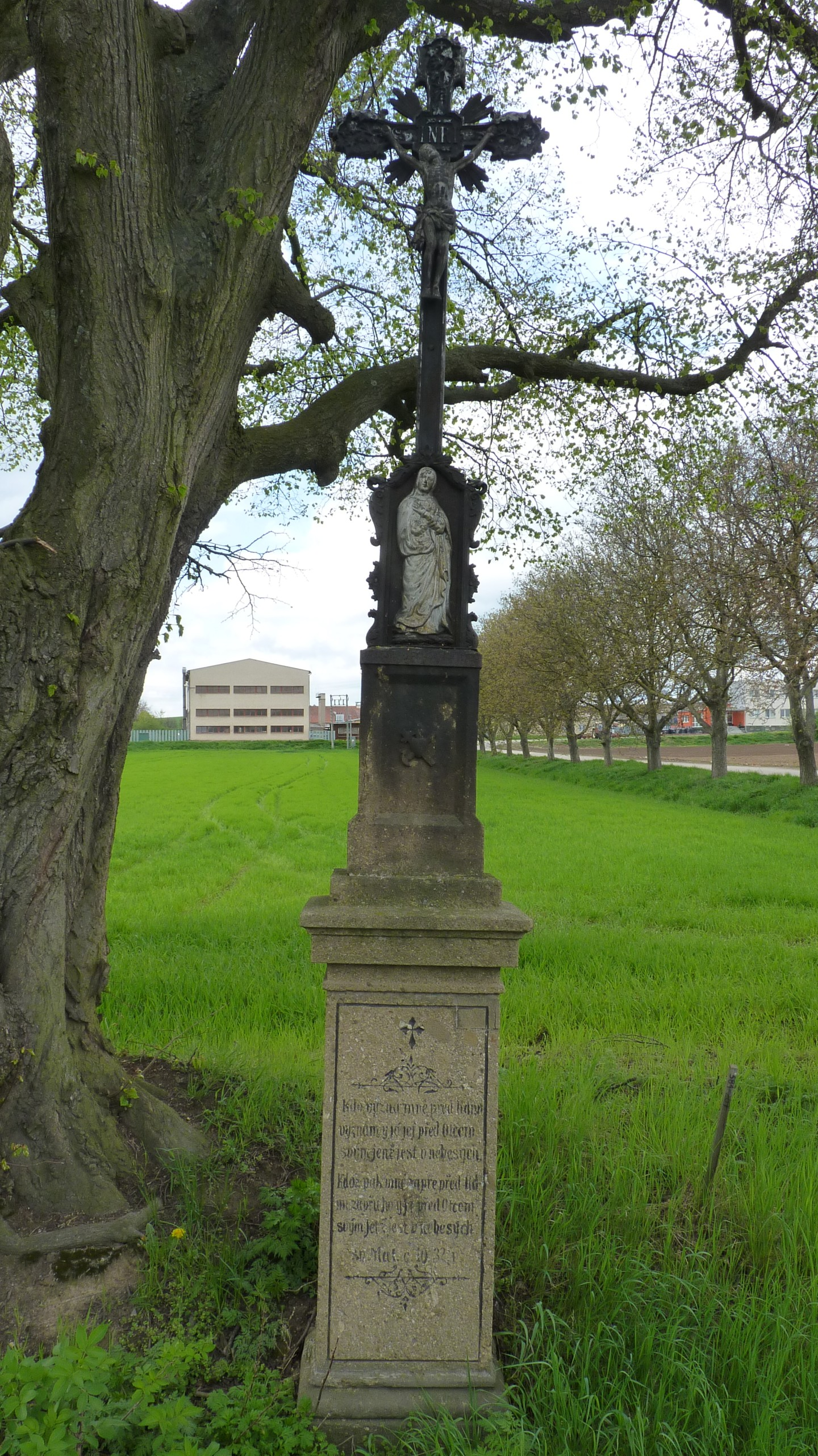
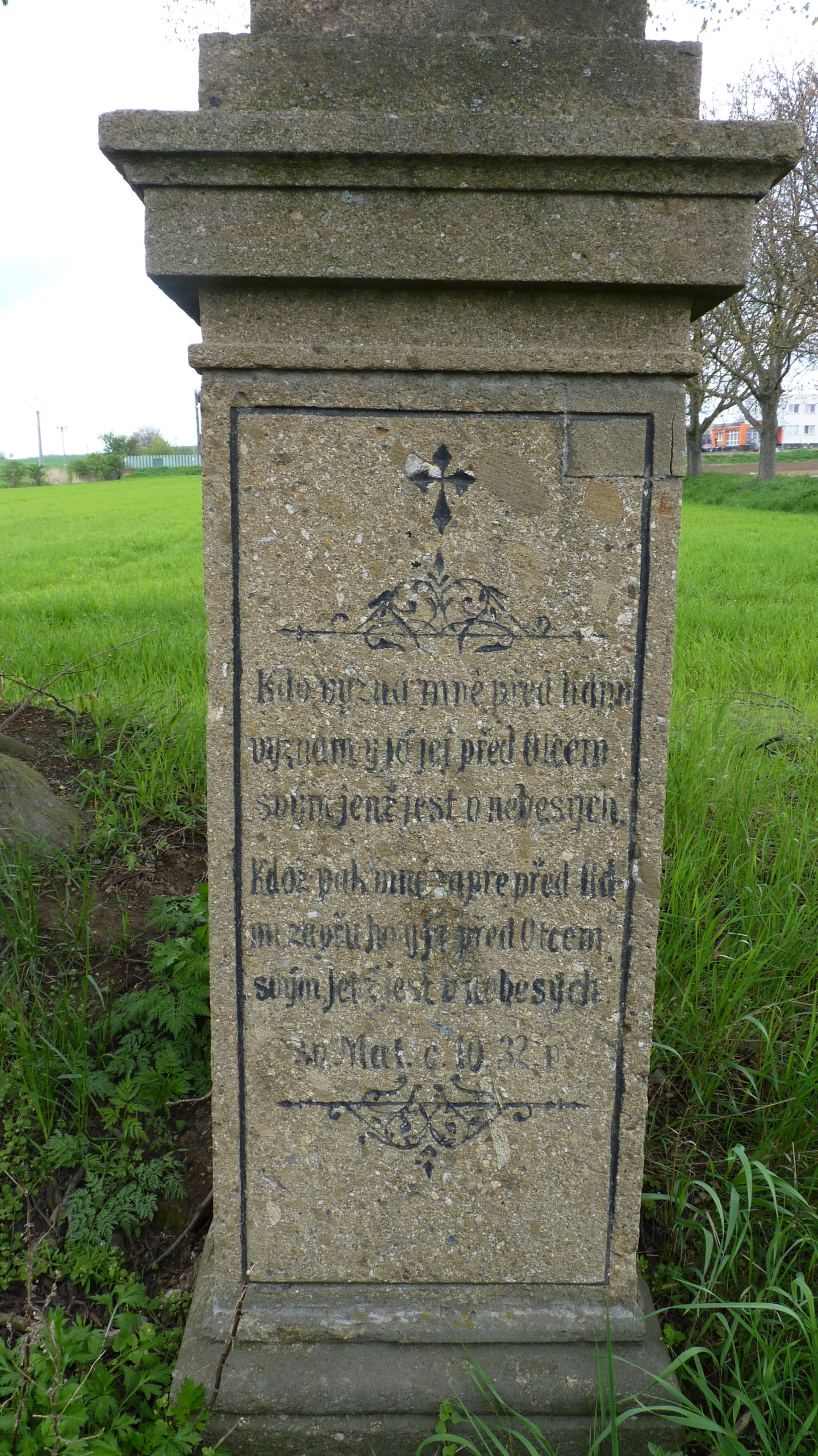

Na kříži je nápis:
Kdo vyzná mně před lidmi,

vyznám y já jej před Otcem

svým jenž jest v nebesých.

Kdo pak mně zapře před lid

mi zapřu ho y já pře Otcem 

svým Jenž jest v nebesých

Sv. Mat. c. 10, 32. v.

### Kříž v Nové ulici – před bývalou prodejnou
Kříž stával pod lípou na hraně stráně nad Urbánkovým mlýnem (Hruškovi) směrem k dnešní Nové ulici. Na jeho místě jsou postaveny garáže, kříž přenesli a postavili vedle tisu u bývalé prodejny. Na kříži není text ani letopočet.

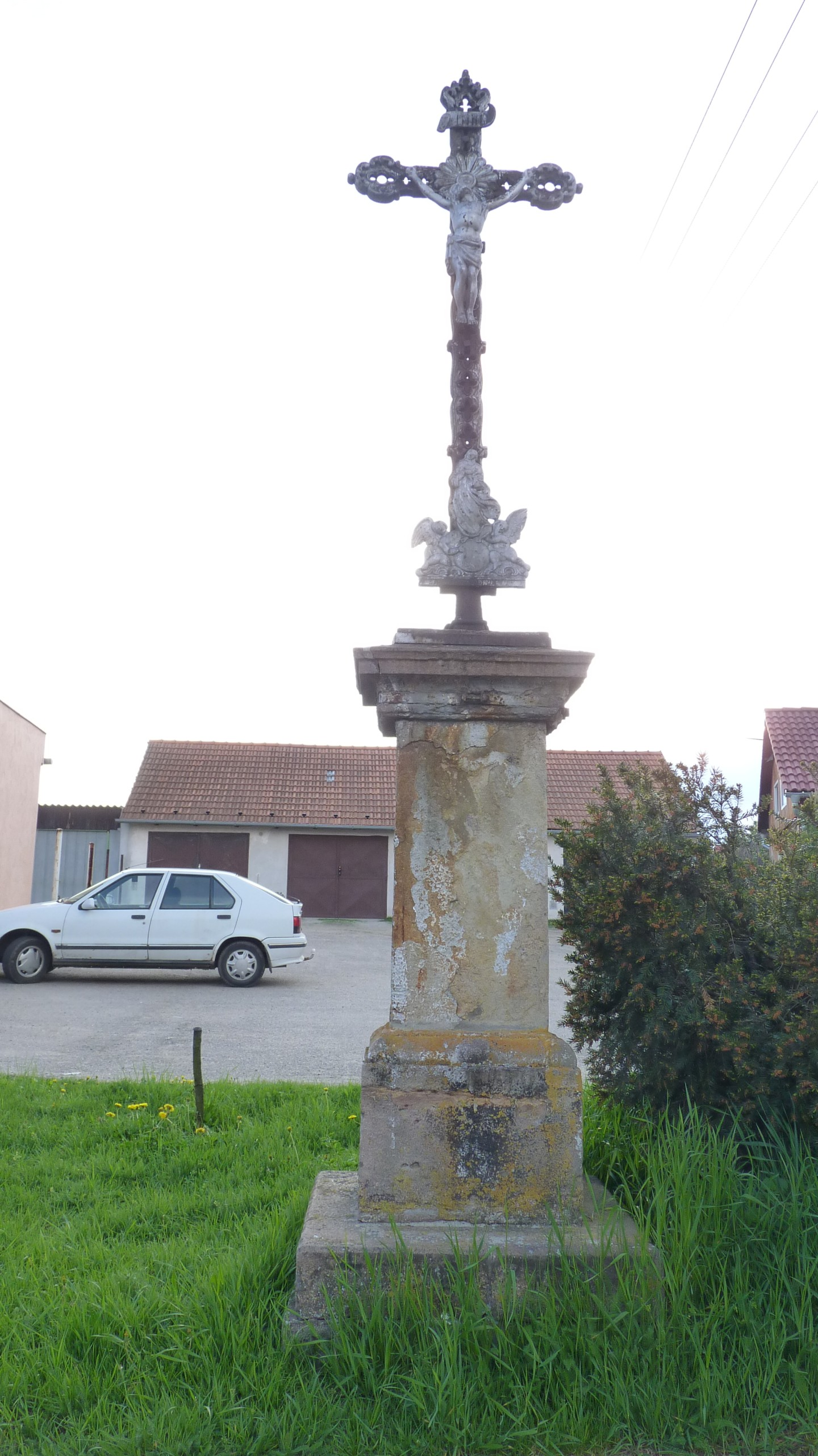
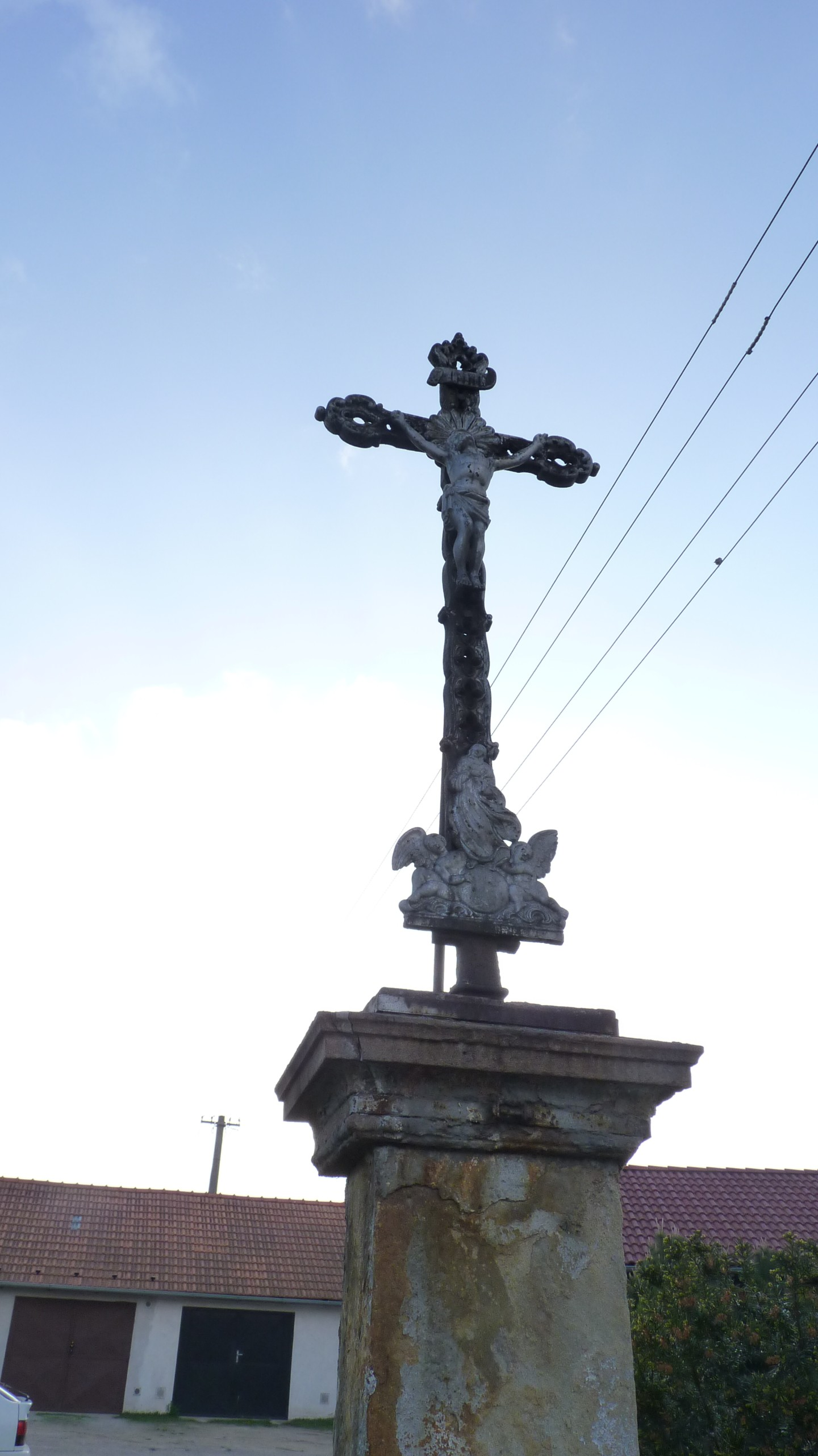

### Kříž u kostela
Kříž mezi kostelem a farou. V obecní kronice se píše – kříž u kostela od farníků z roku 1865.

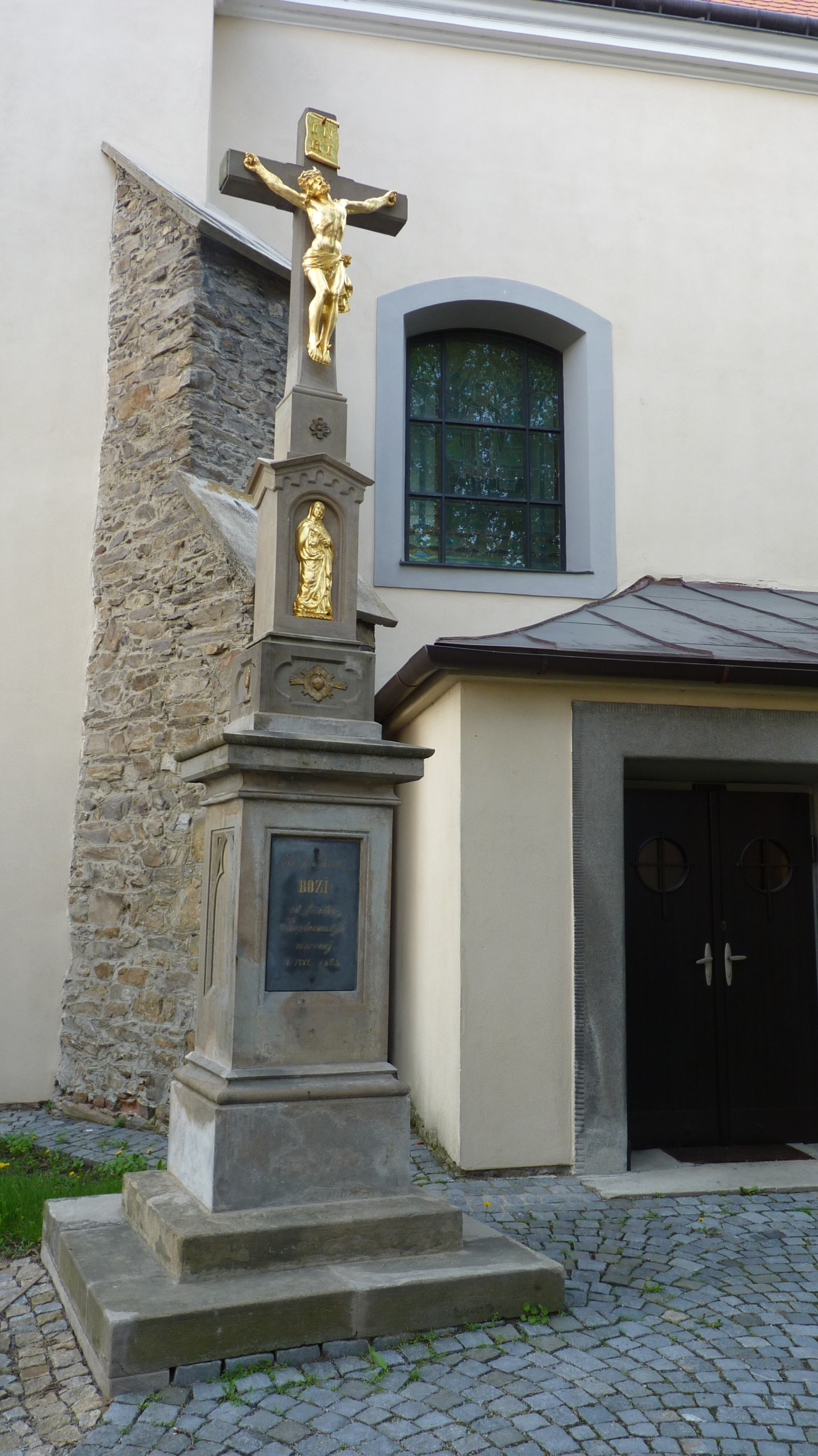
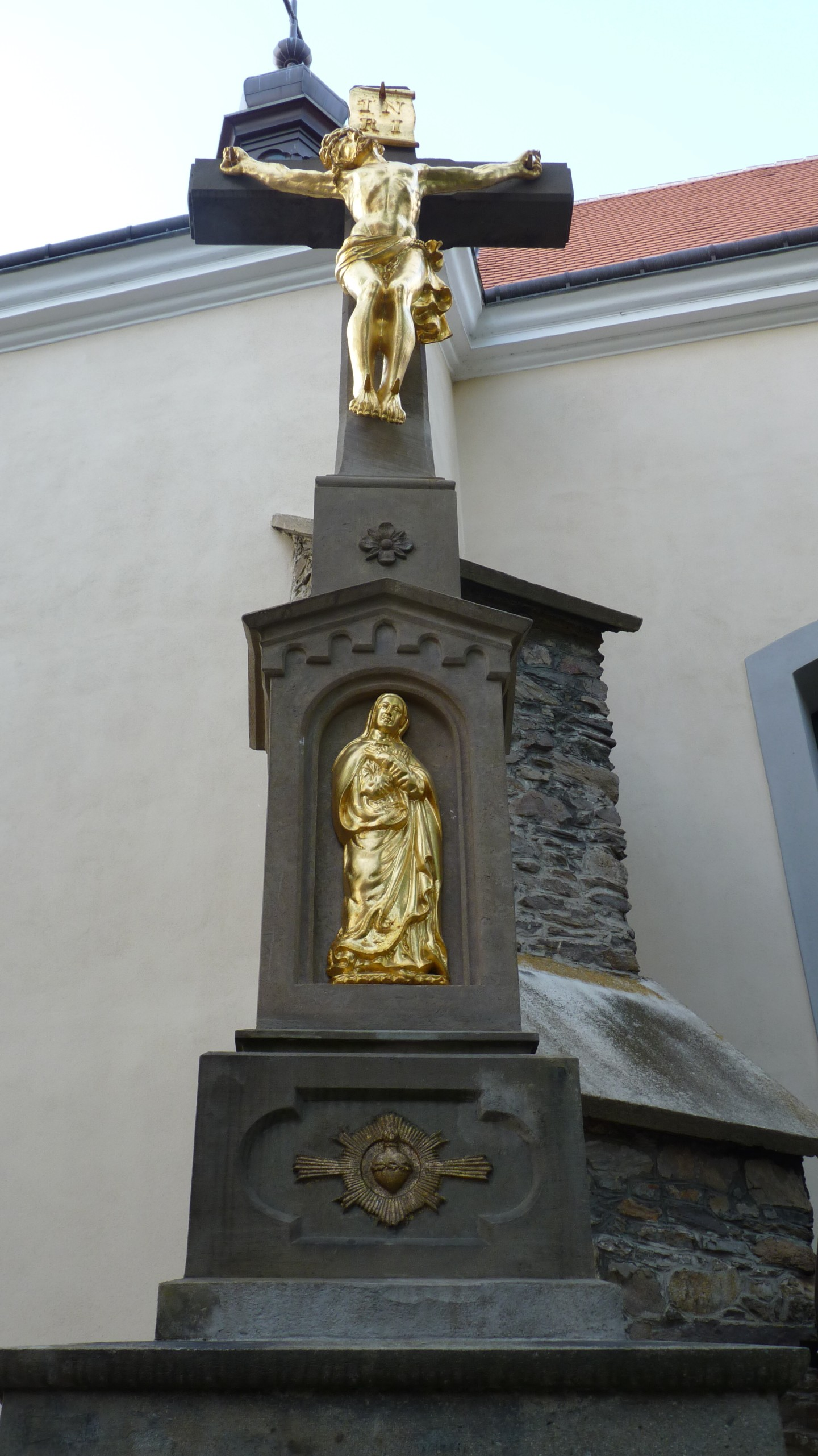
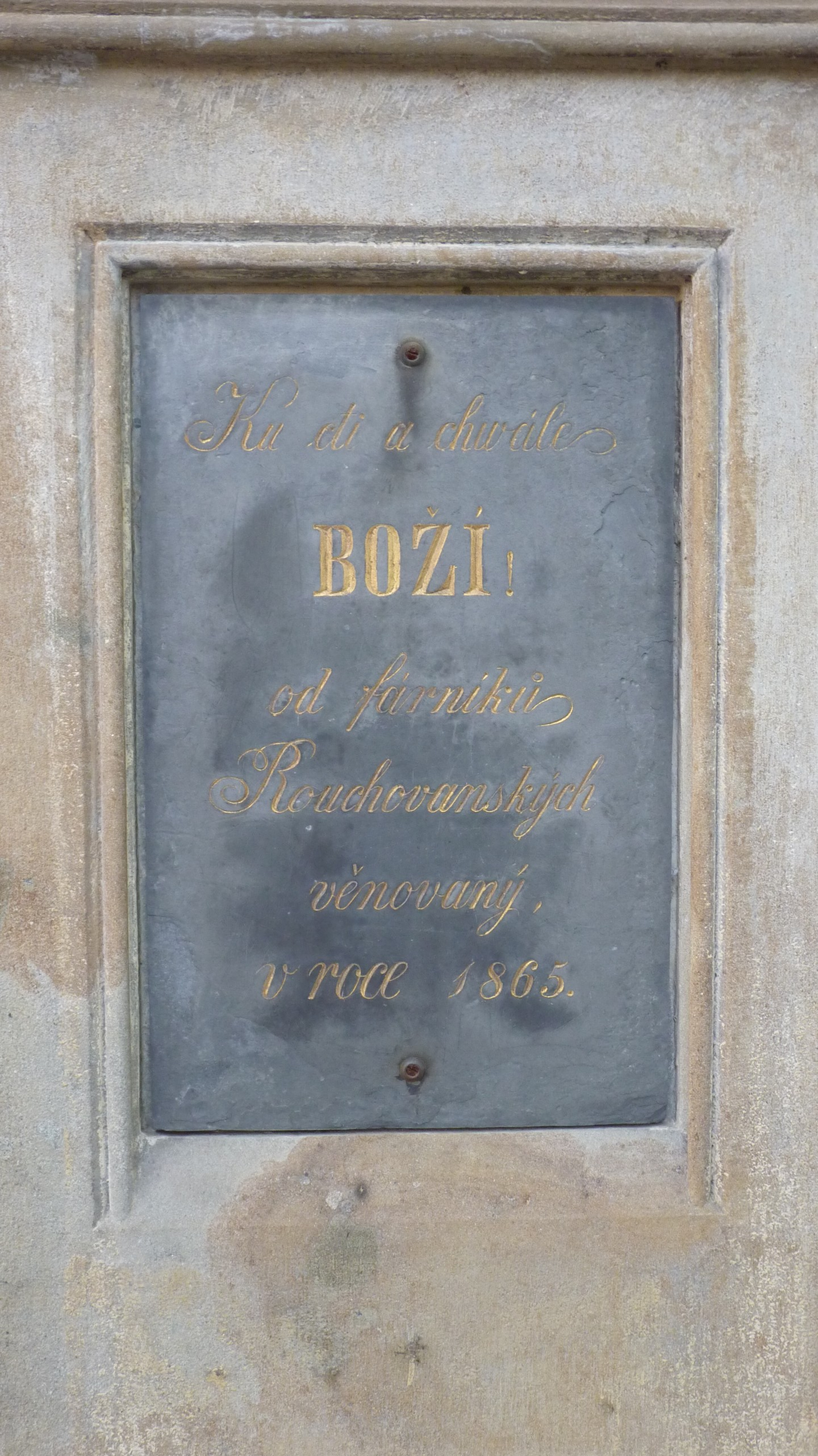

Nápis na kříži:
Ke cti a chvále

B O Ž Í !

od farníků

Rouchovanských

věnovaný,

v roce 1865

### Kříž u kostela – Šabatův
Stojí vlevo od hlavního vchodu.
Nápisy na kříži:
Ó ! vy všickni, kteříž jdete cestou pozorujte,

a vizte jestli bolest, jako bolest má_

Pláč Jerem 1.12 

Pojďtež ke mně všickni kteříž

pracujete a obtíženi jste a já

občerstvím vás.

Mat 11,28

Kříž tento věnován

ke cti a slávě Boží

od manželů

JOSEFA a ROSÁLIE ŠABATOVÝCH

z Rouchovan.

a dle poslední vůle vystavěn

jejich synem VLADIMÍREM

L. P. 1906

Jestli-že odpustíte lidem viny jejich, odpustí i

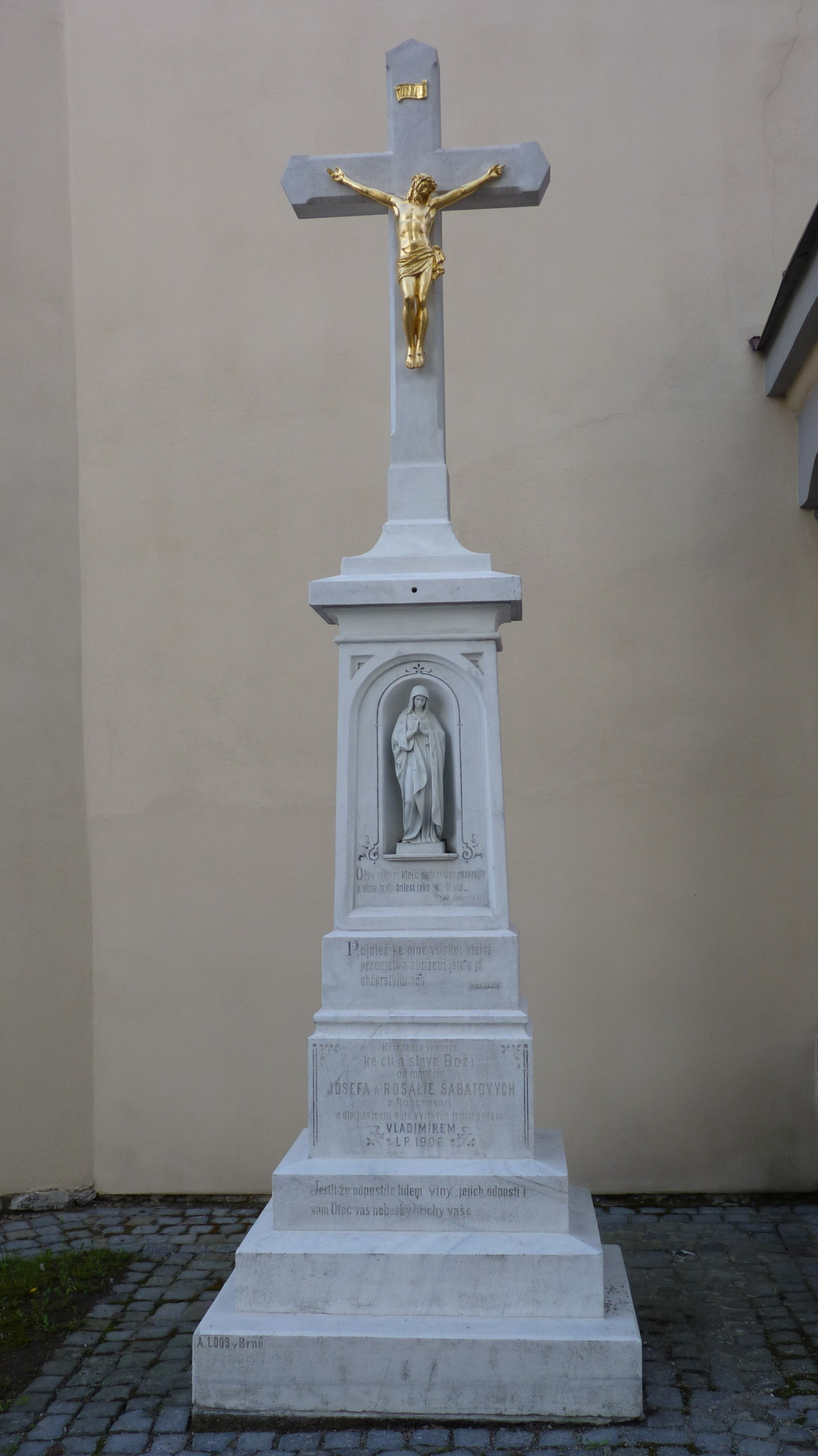
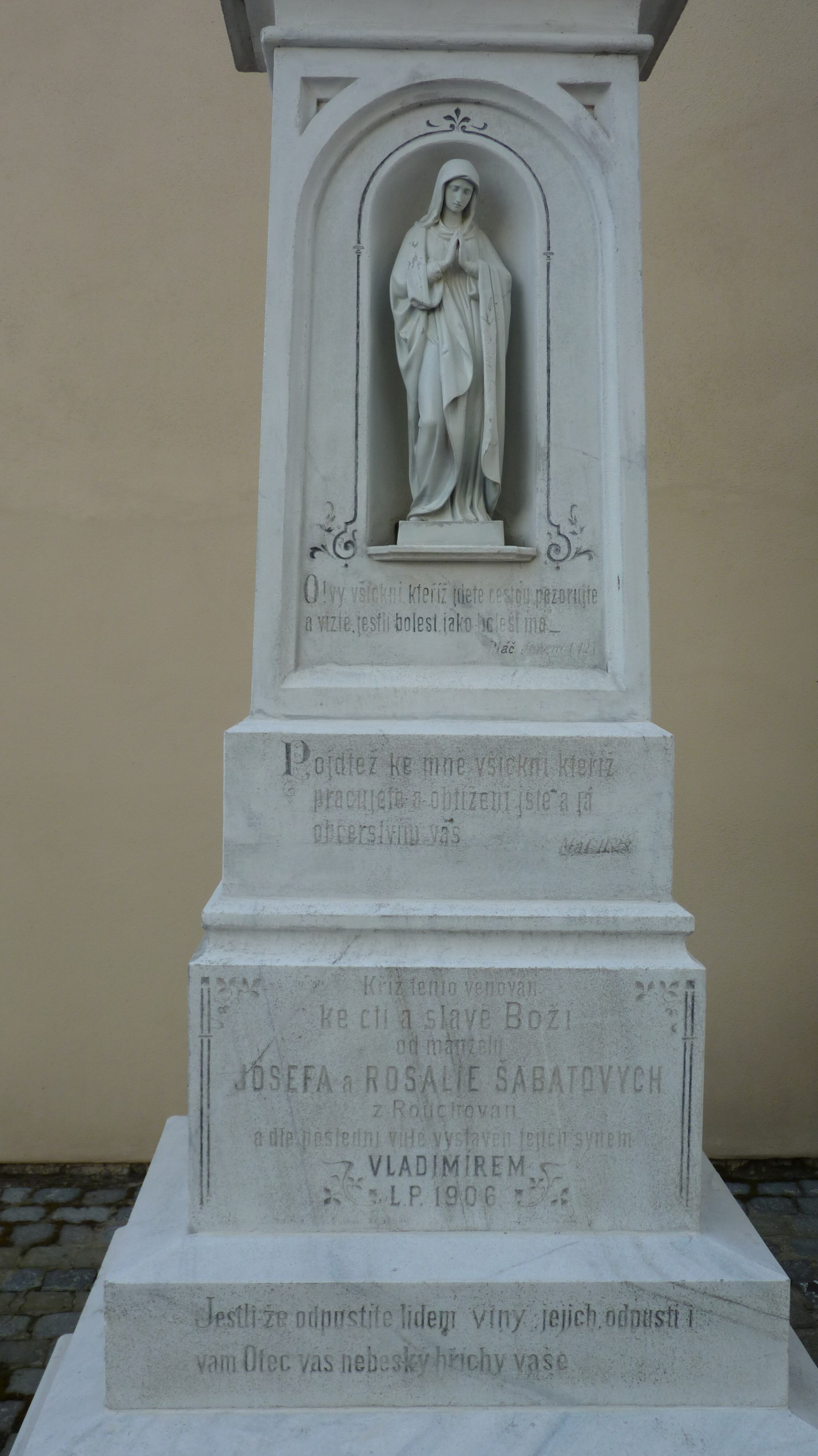
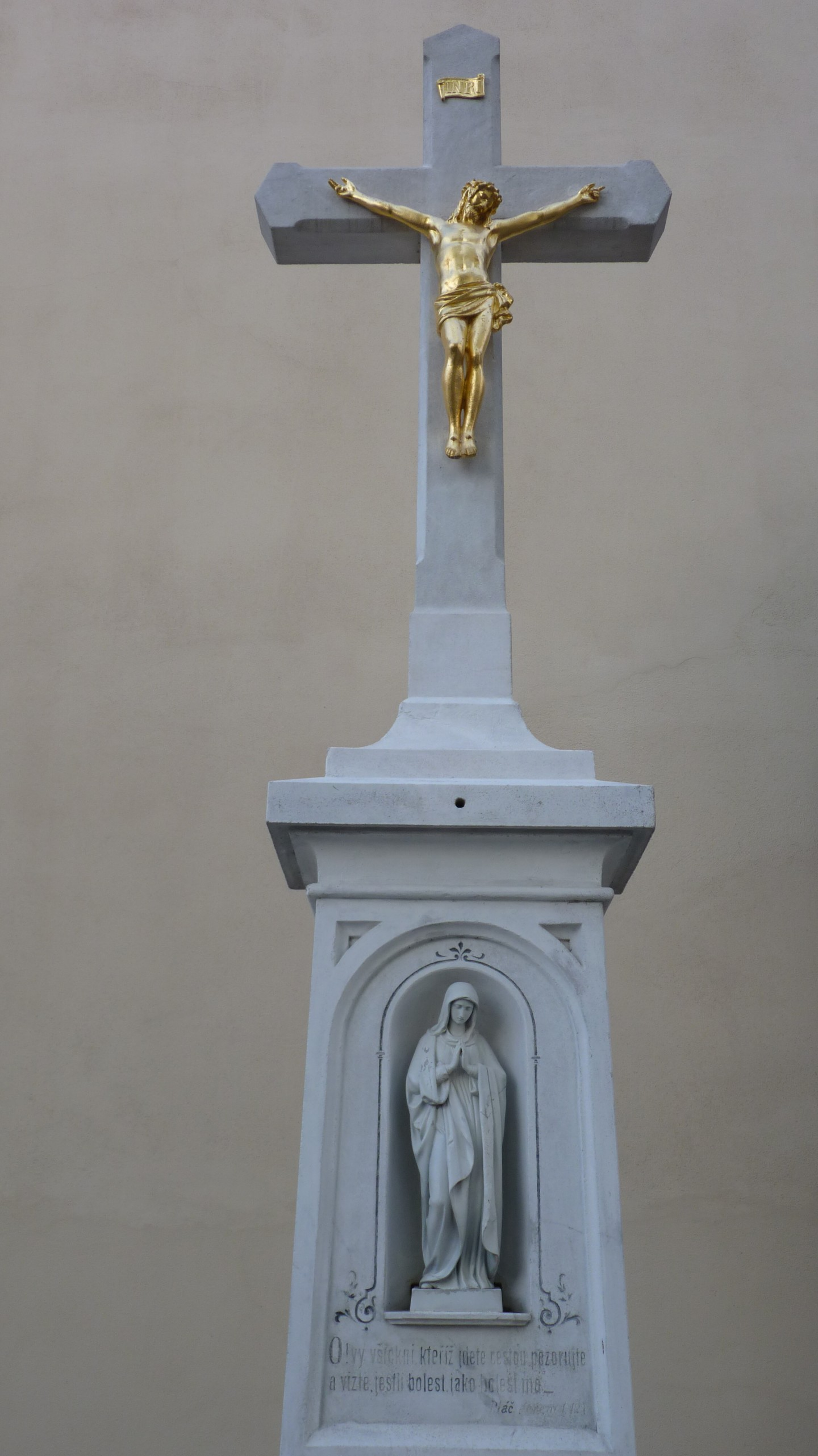

vám Otec váš nebeský hříchy vaše.

### Kříž na hřbitově
Kamenný kříž byl podle nápisu na zadní straně postavený v roce 1799. Je pravděpodobně nejstarším křížem v Rouchovanech.
Text na čelní straně:
OPERE

CRUX HAEC

EST SACKL

EX STRUCTA

JOANNIS

Volně přeloženo: Tento kříž nechal vystavět Joannis (Jan).

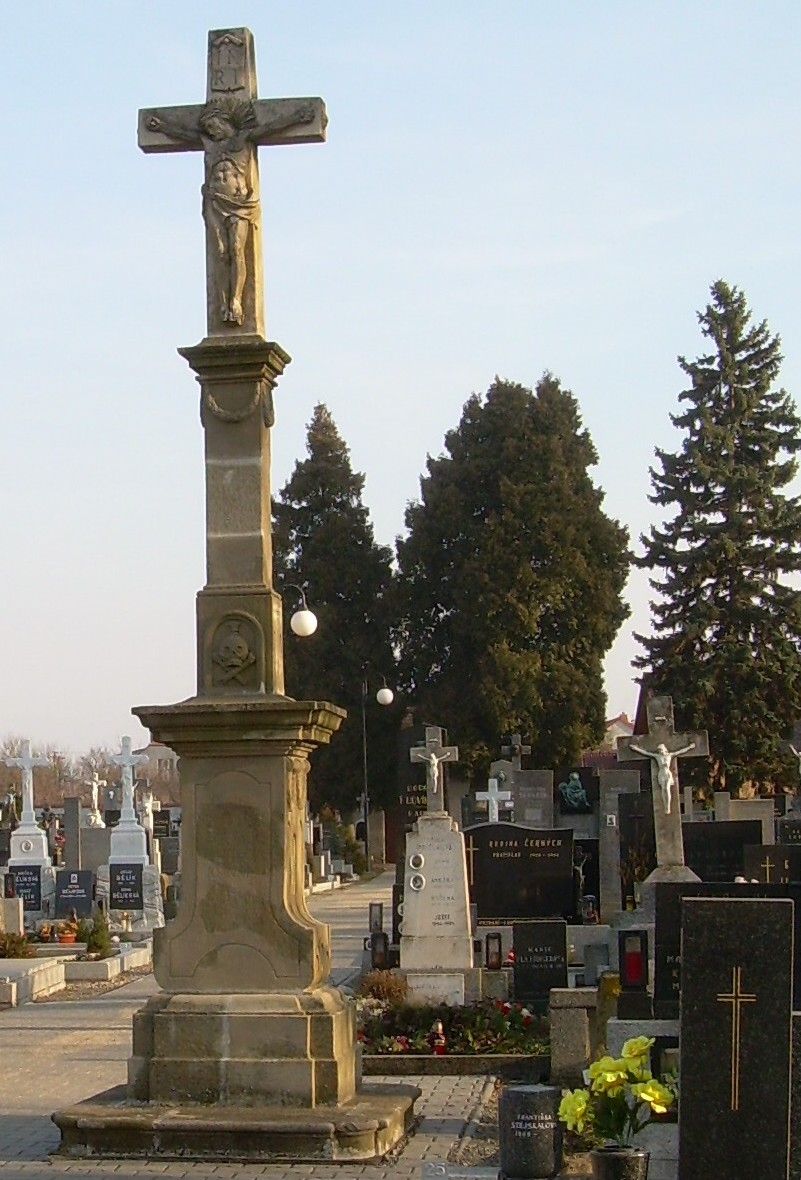
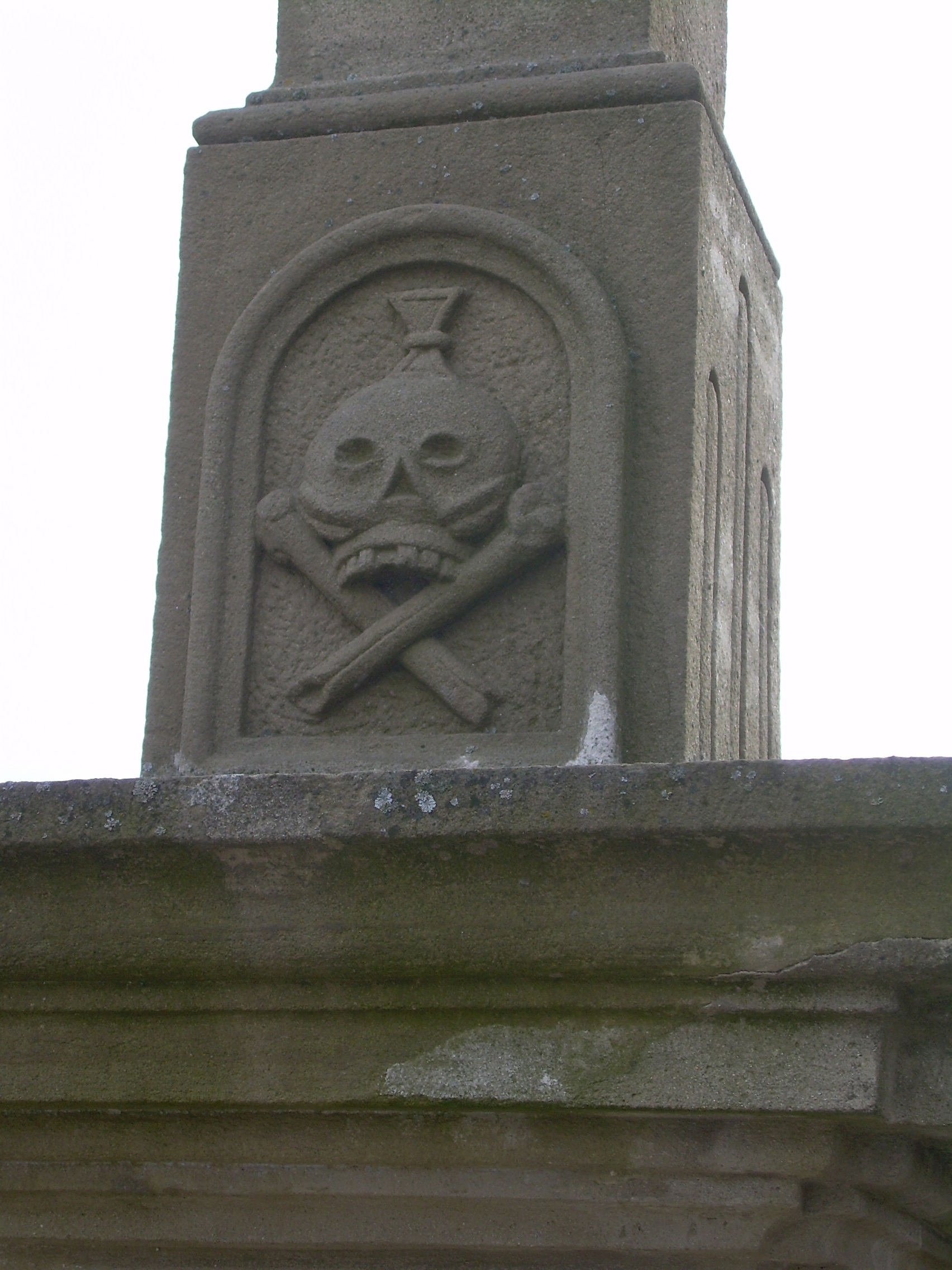
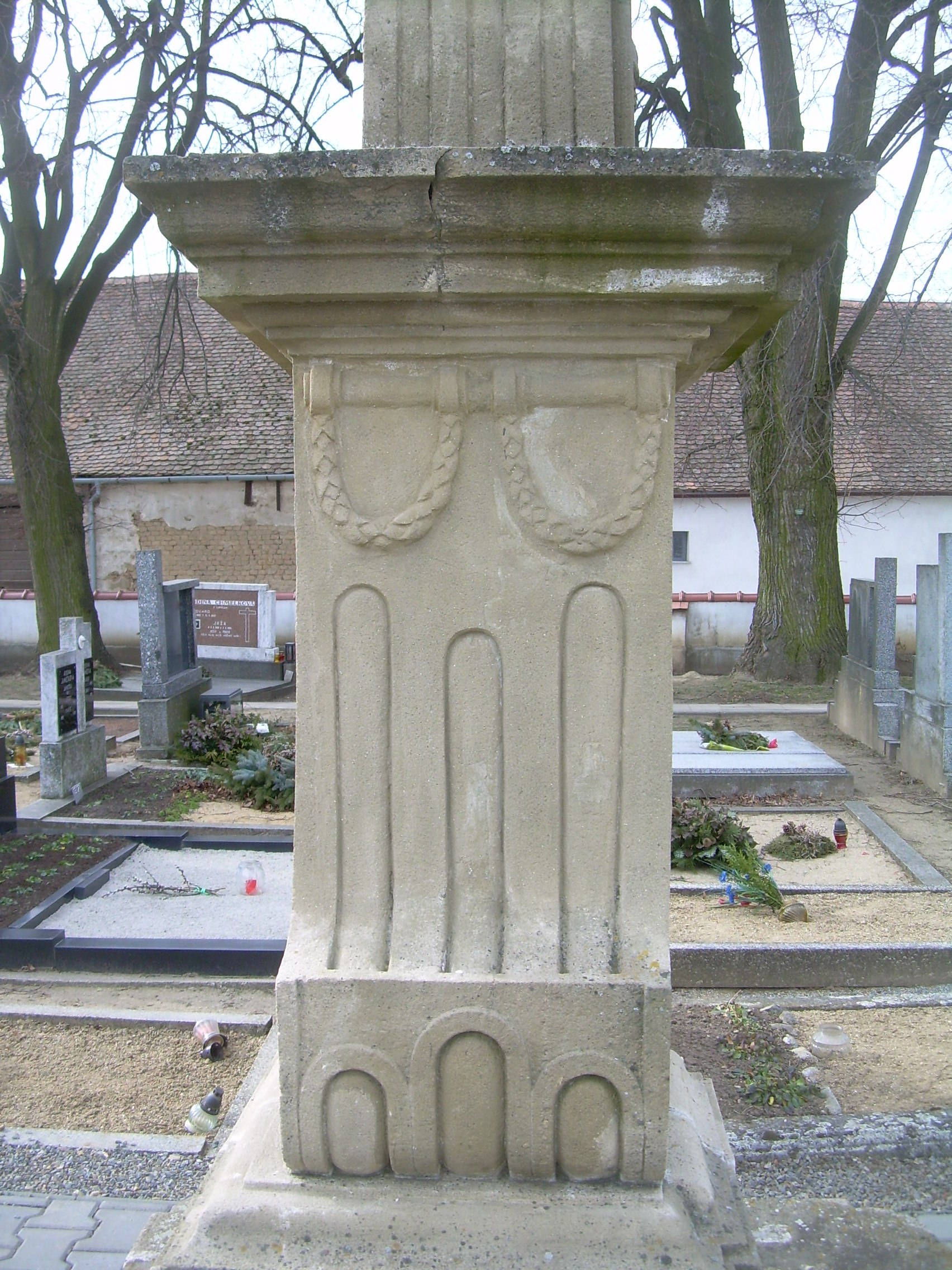
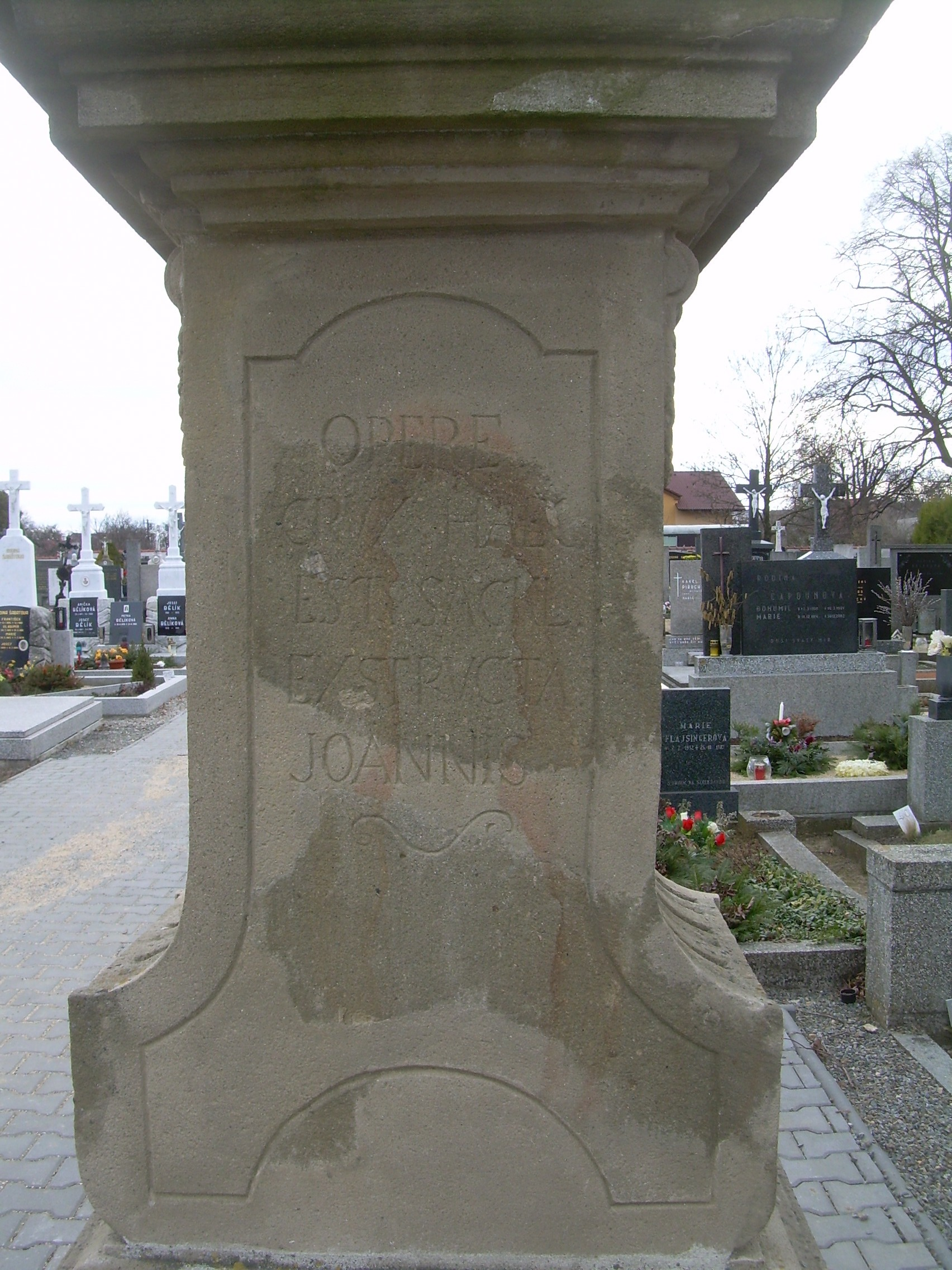
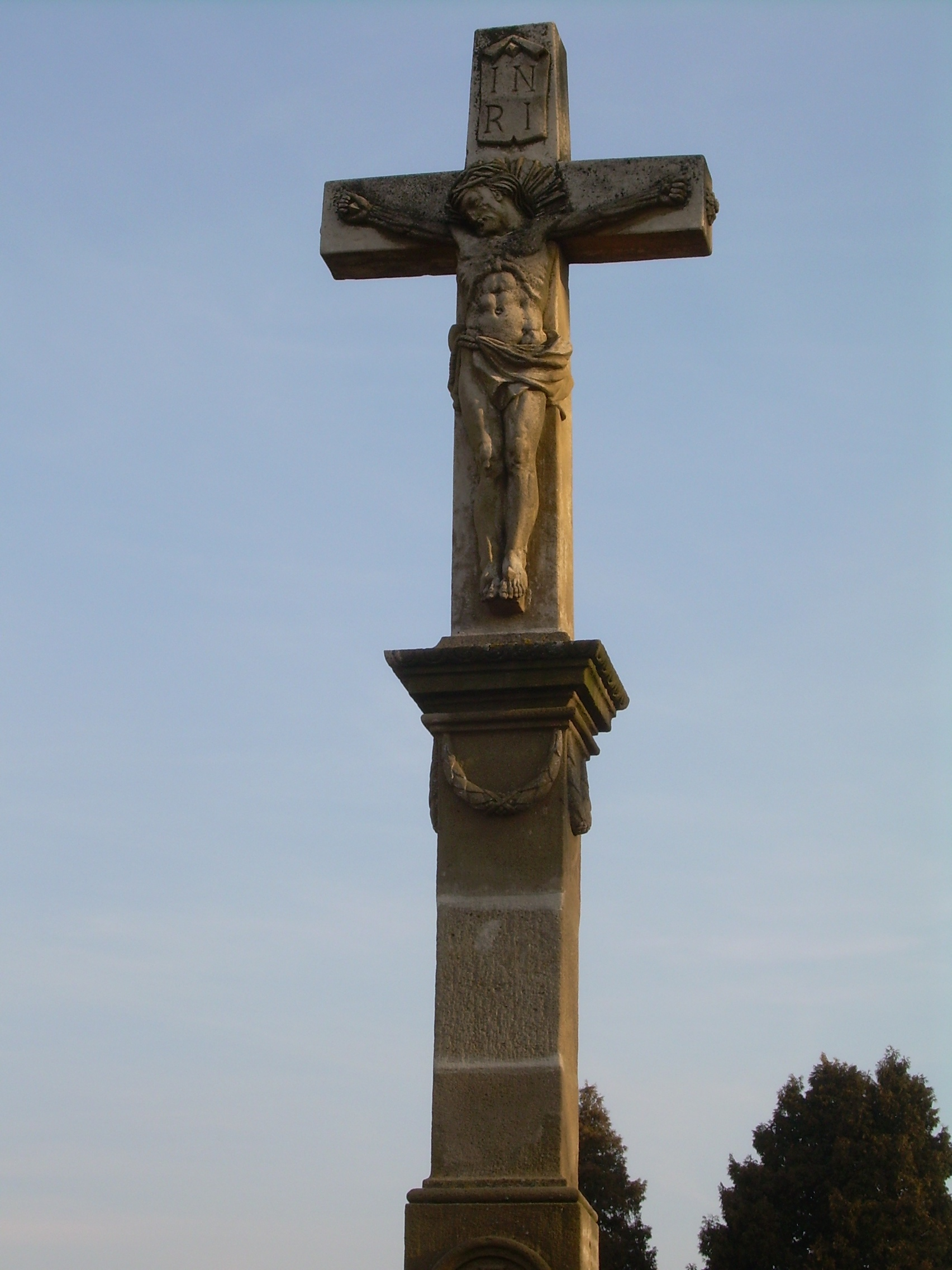
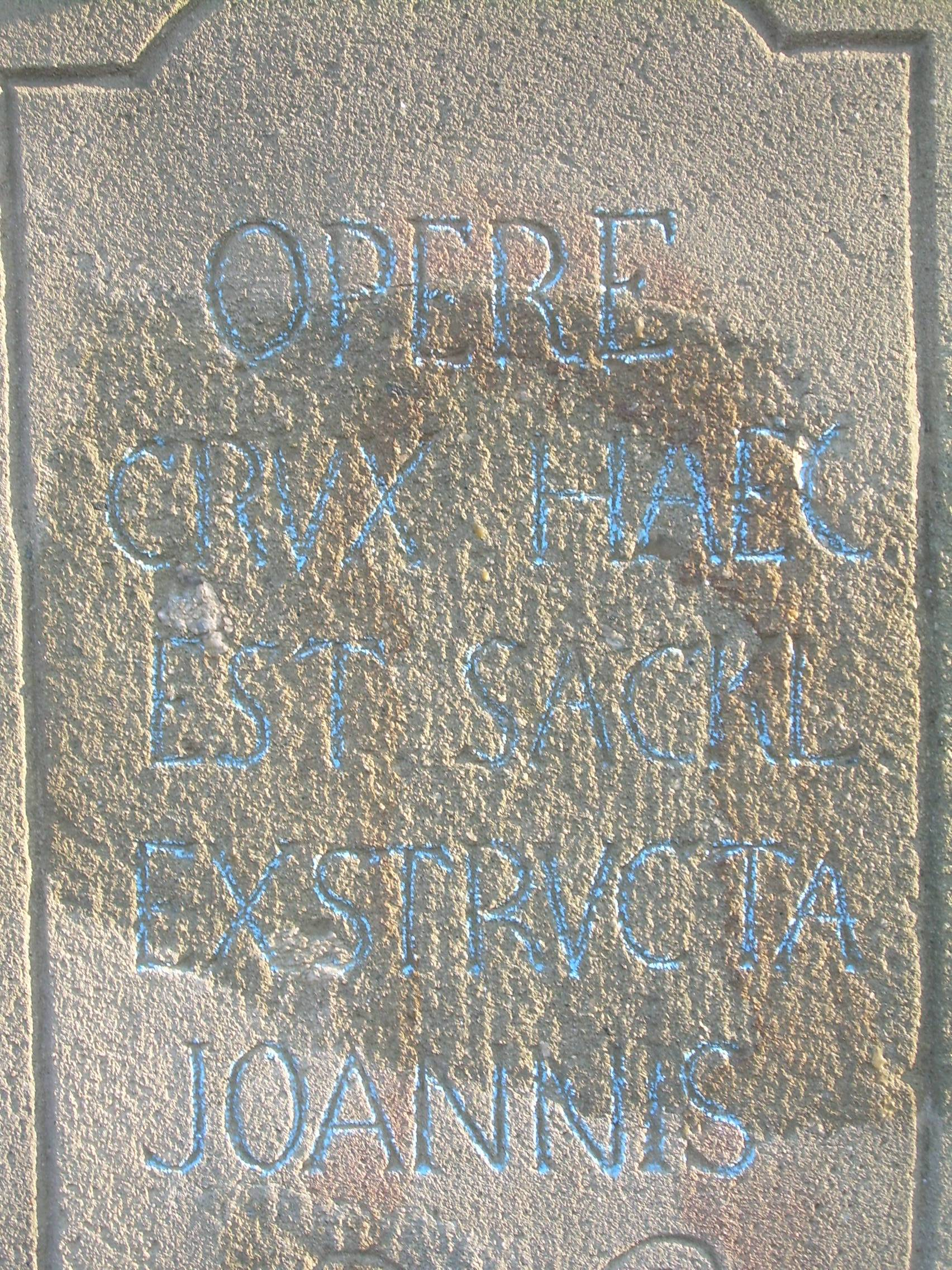

Text na zadní straně:
Zhotoven od

Františka Janače

L.P. 1799

Obnoven od

Františky Jelínkové

L.P. 1865 a

M.N.

L.P. 1933

### Kříž na šemíkovském kopci
Na kamenné části kříže je plechová deska s nápisem.

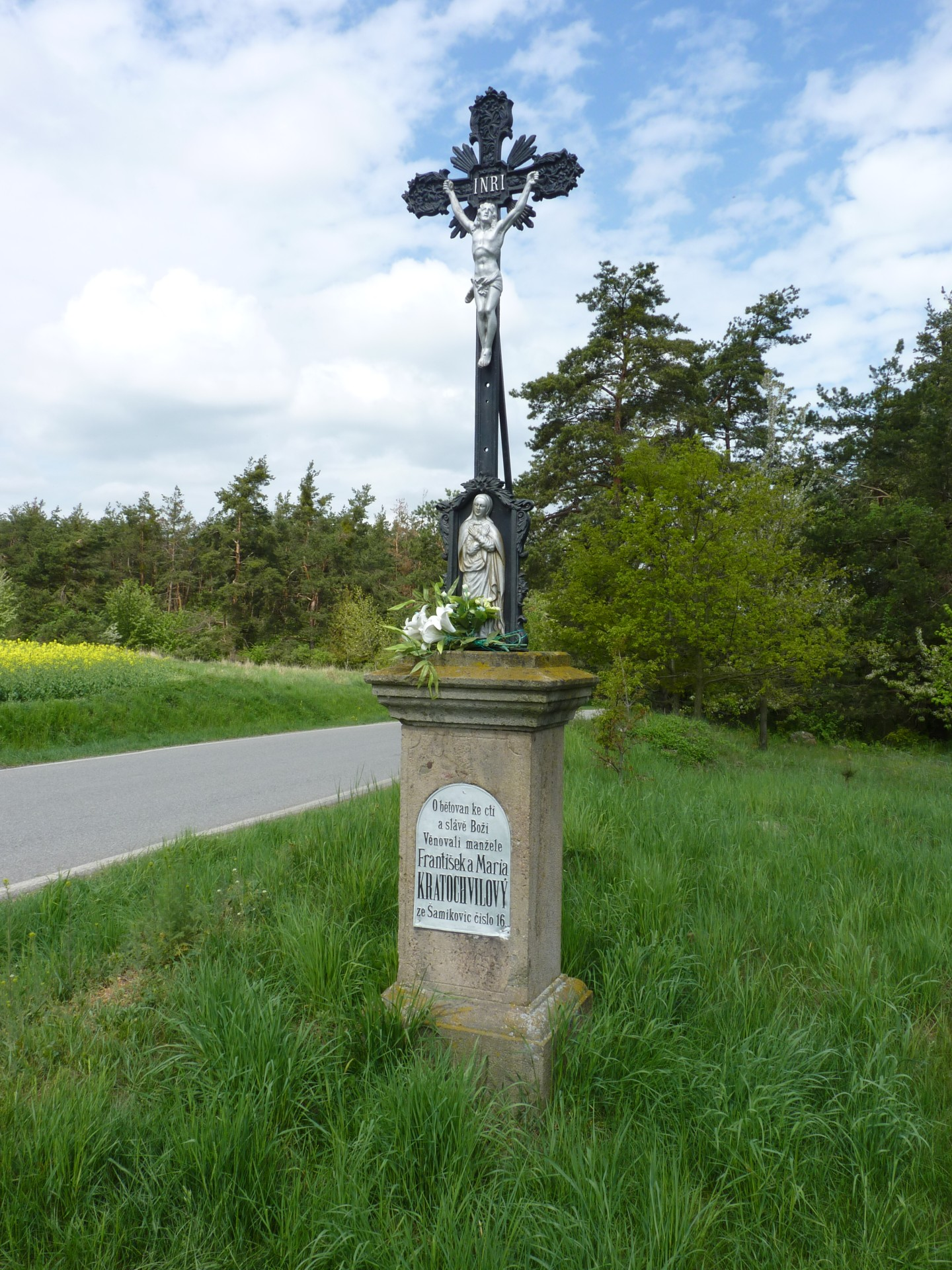

Obětován ke cti

a slávě Boží

Věnovali manželé

František a Maria

KRATOCHVÍLOVÝ

Ze Šamikovic číslo 16

### Kříž na začátku Šemíkovic
Nachází se na kraji Šemíkovic u střediska zemědělského družstva.

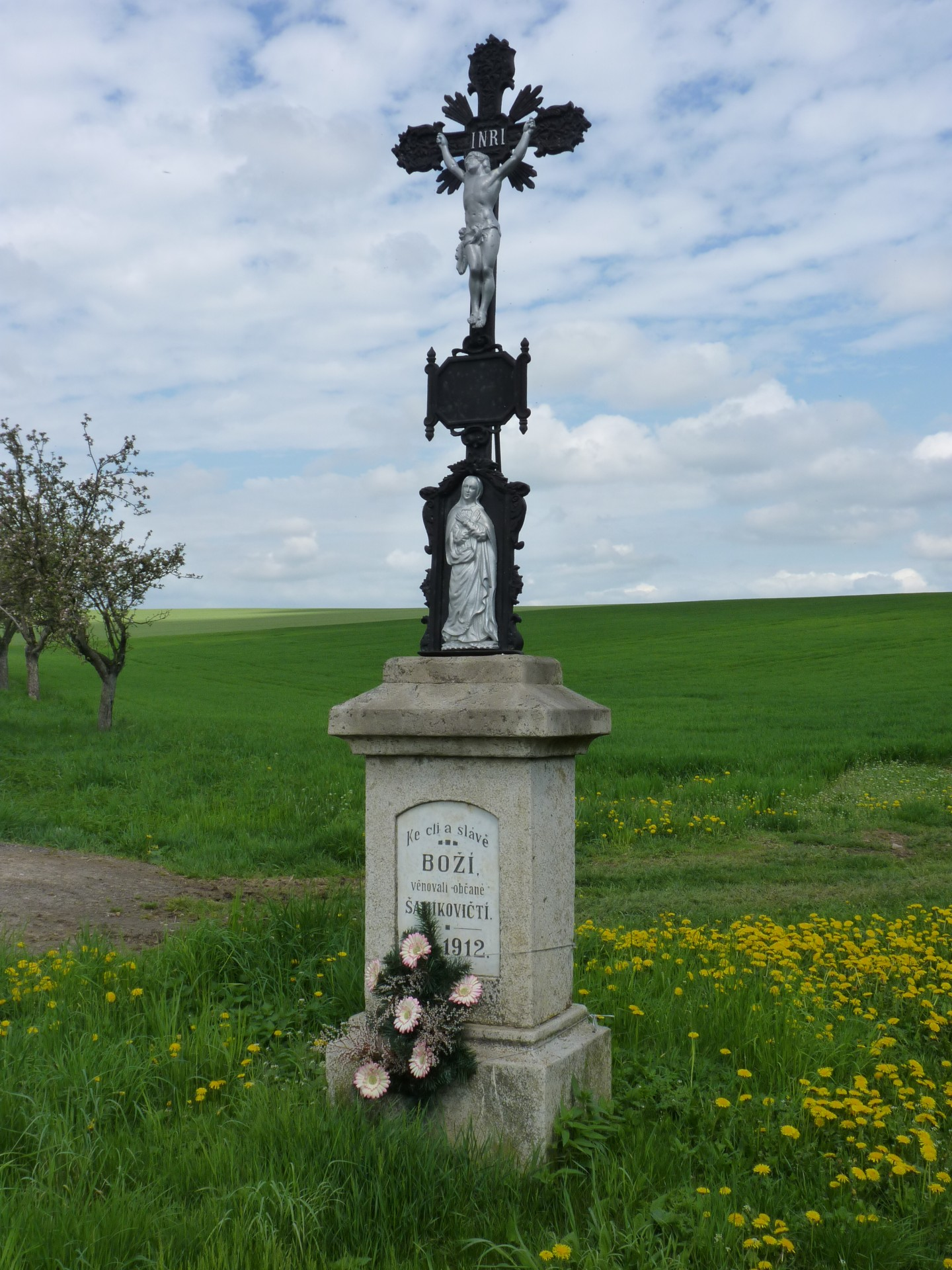

Nápis na kříži:
Ke cti a slávě

BOŽÍ

věnovali občané

ŠAMIKOVIČTÍ

L. P. 1912

### Kříž v Šemíkovicích pod lipami
Po pravé straně při výjezdu ze Šemíkovic, u bývalé „Luže“. Zmíněn v soupisu farnosti Rouchovany pod názvem Blažkův. Je celokamenný (žula) s nápisem:

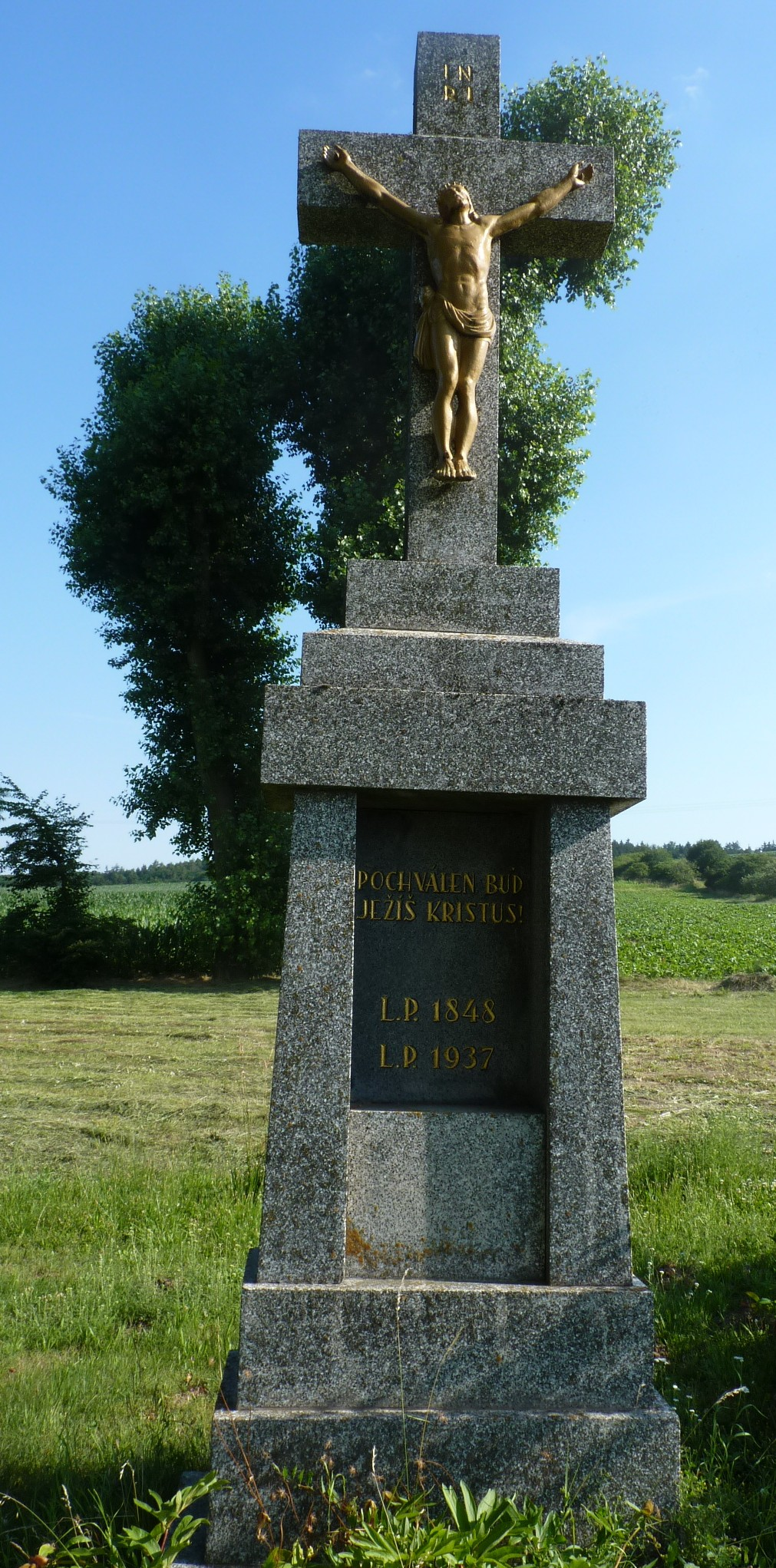

POCHVÁLEN BUĎ

JEŽÍŠ KRISTUS!

L. P 1 8 4 8

L. P. 1 9 3 7

### Kříž v Šemíkovicích za Pruškovou zahradou
Žulový kříž u cesty za Pruškovou zahradou, stojí vlevo od cesty. Písmena textu už nejsou vidět, lze přečíst pouze:

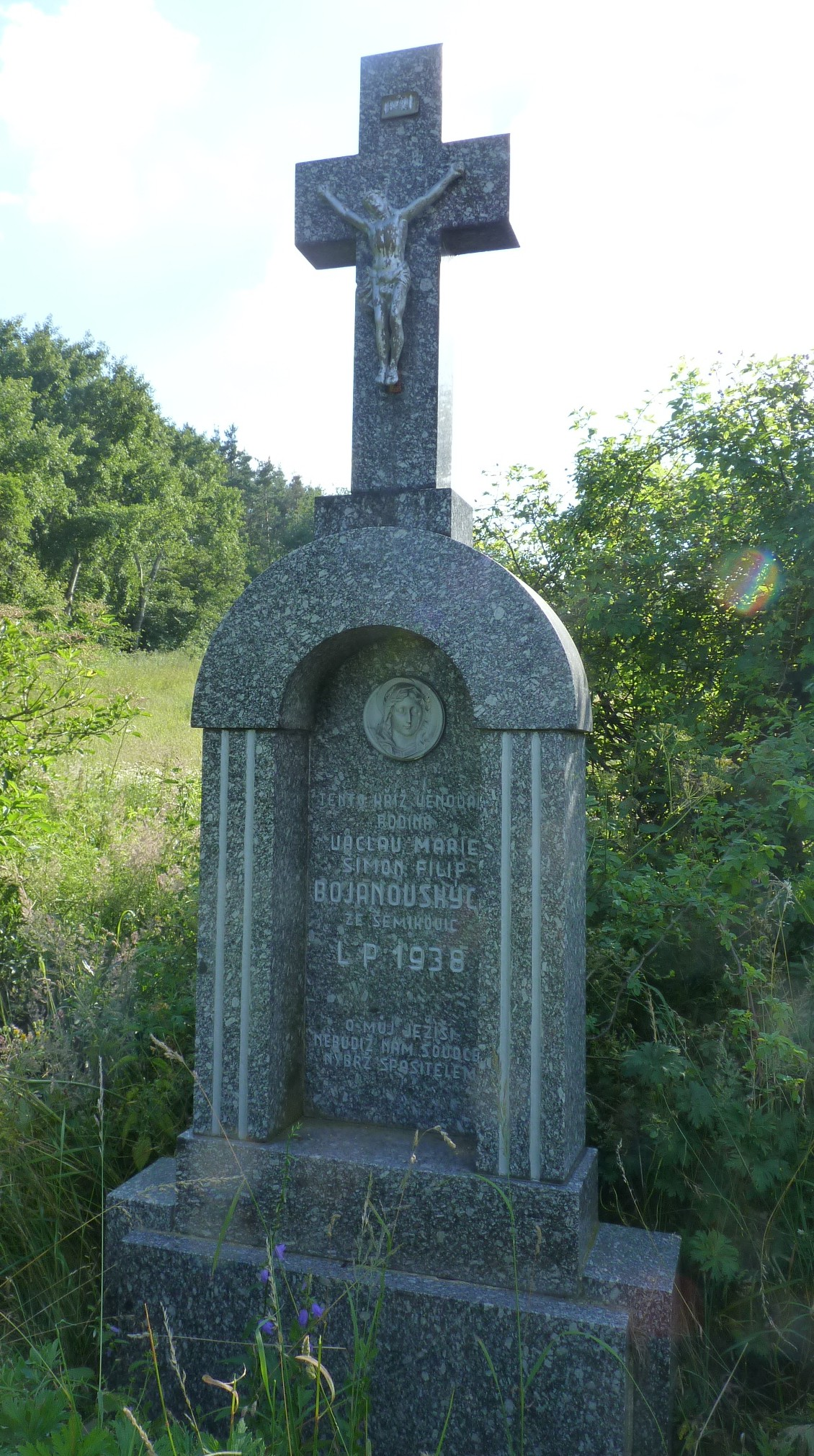

L. P. 1938

BOJANOVSKÝCH

ZE ŠAMIKOVIC

## Kříže na farské zahradě

### heřmanický, zvaný Holubářův
Kříž postavil František Holubář rolník v Heřmanicích L.P. 1895 Stával u silnice „k atomovce“. Před zničením jej zachránil pan farář Cikrle v roce 1976. Je bez kříže, zůstal pouze kamenný podstavec. Na čelní straně podstavce je polosocha Panny Marie. Na levé a pravé straně jsou vytesány žalmy, které jsou očíslovány – je to 7 slov, která mluvil Ježíš z kříže.
Levá strana:
l. Otče odpusť jim, neboť nevědí co činí. Lukáš 23,24 (kapitola, verš)

2. Amen pravím tobě. Dnes budeš se mnou v ráji. Lukáš 23,43

3. Hle syn tvůj. Hle matka tvá.Jan 19,22-7

Pravá strana:
4.Bože můj, Bože můj, proč jsi mne opustil! Lukáš 23,43

5.Žízním. Jan 19,28

6.Otče, v ruce tvé poroučím ducha svého. Lukáš 23,46

7.Dokonáno jest. Jan 19,30

Zadní strana:
Ó vy všickni, kteří jdete cestou, pozorujte a vizte je-li bolest jako bolest má. Jeremiáš 11

Já jsem vzkříšení i život, kdo věří ve mne Byť také umřel, živ bude. Jan 11,25

Toto jest syn můj milý v němž se mi dobře zalíbilo, toho poslouchejte. Matouš 17,5

(Volný překlad, text je téměř nečitelný)

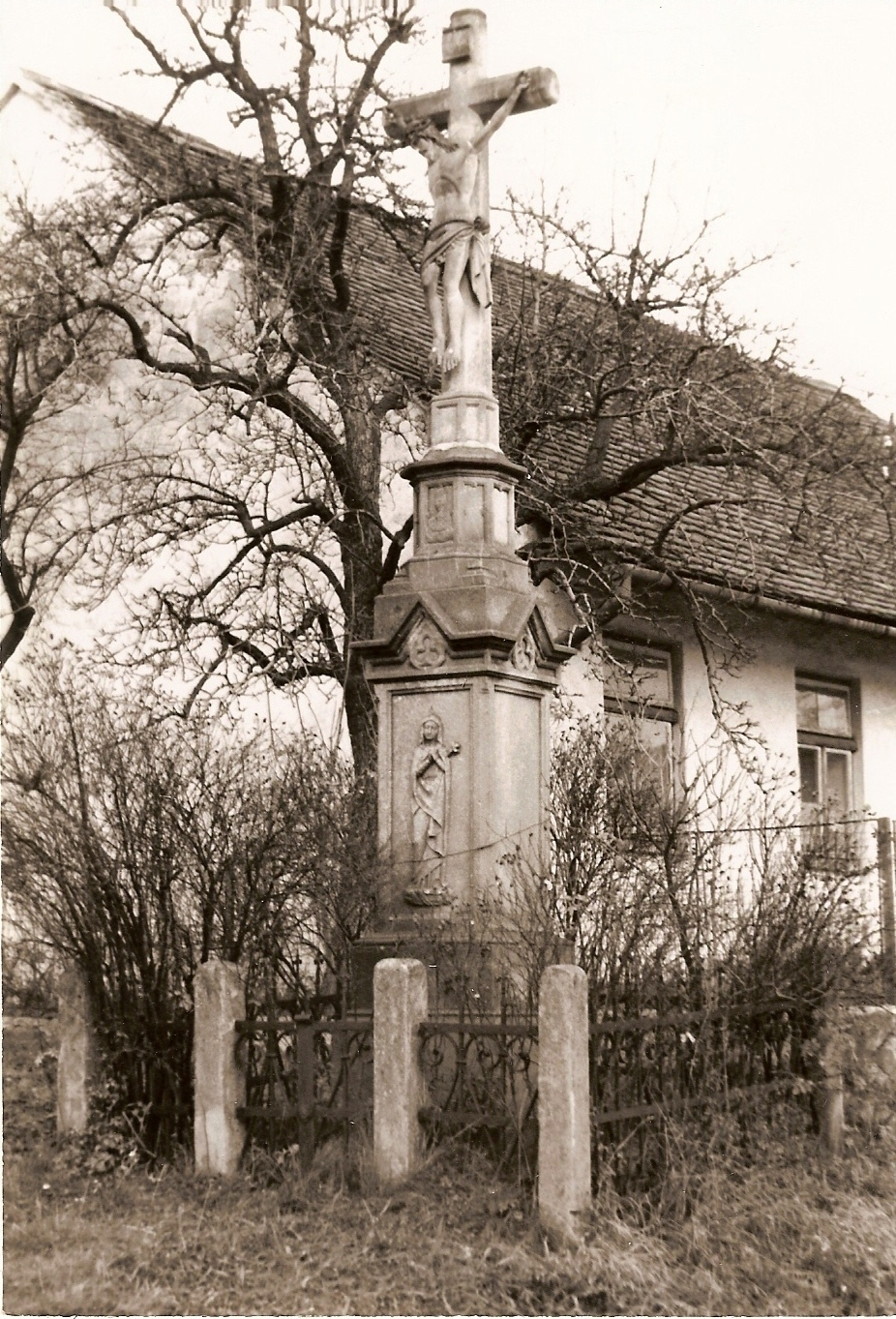
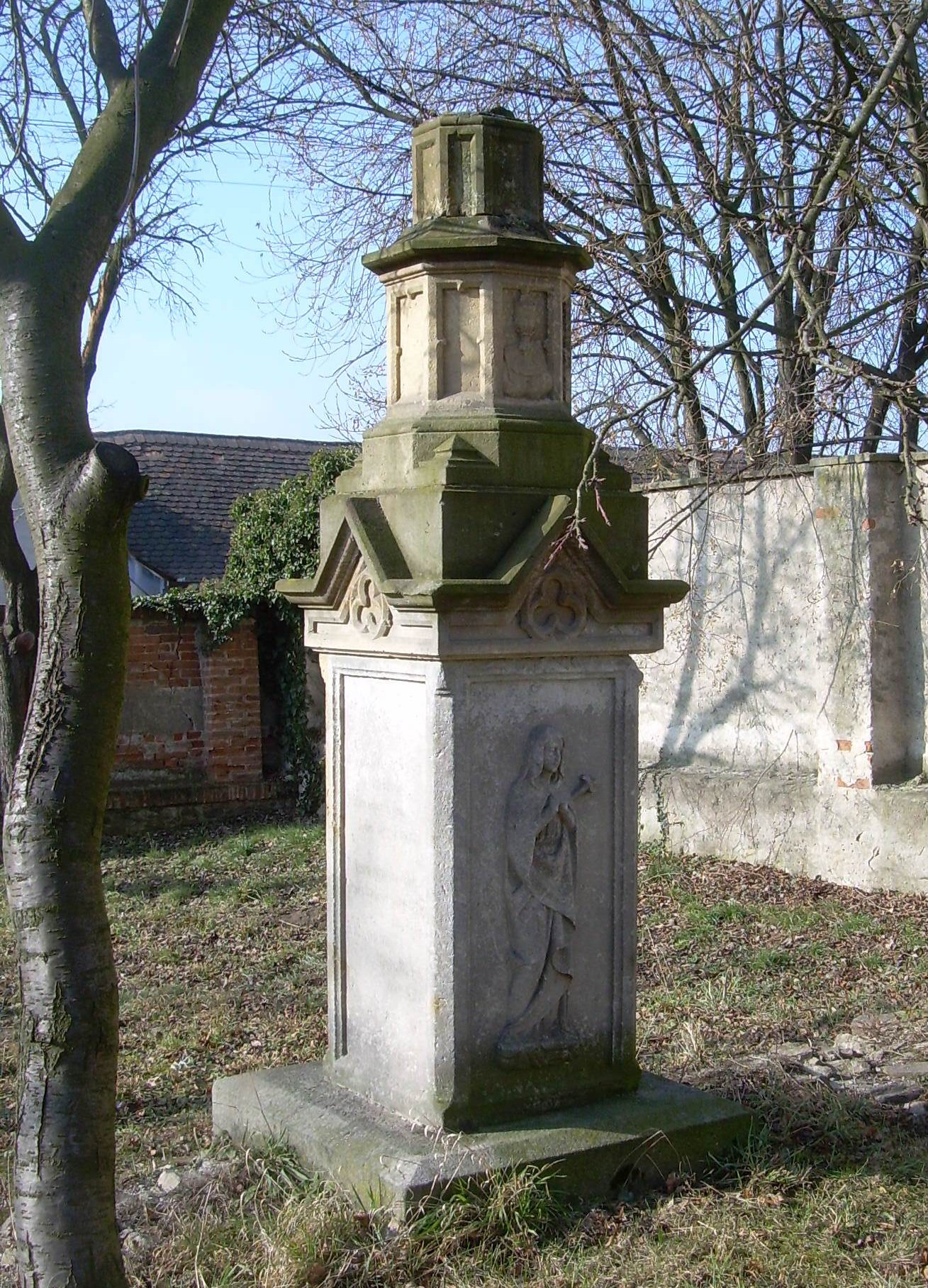
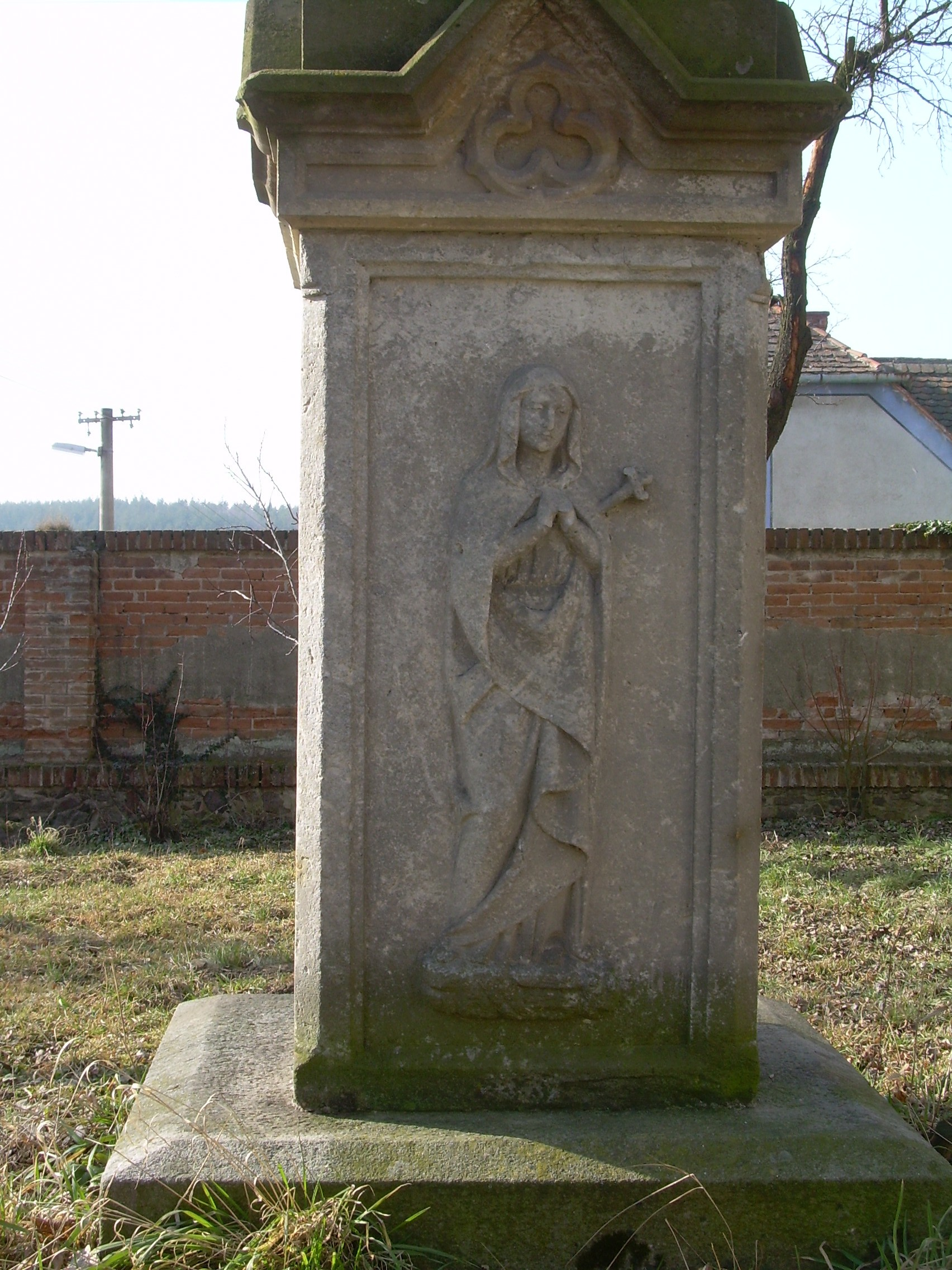

### heřmanický, zvaný Makšův
Je z roku 1850, původně stál u silnice z Heřmanic do Rouchovan. Když se vesnice bourala kvůli jaderné elektrárně, p. farář Cikrle v roce 1976 nechal kříž převézt a tím ho zachránil.
Text na kříži:
J á j s e m c e s t a

p r a v d a i ž i v o t.

Ž á d n ý n e p ř i c h á z í

k O t c i n e ž s k r z e

m n ě. s v. J a n a XIV. 6

N á k l a d e m J á k o b a

M a k š e a m a n ž e l k y

j e h o M a r y e A n n y

z H e ř m a n i c r o k u 1 8 5 0

H a s e l s t e i n i n K r o m a u

(podpis kameníka z K r u m l o v a)

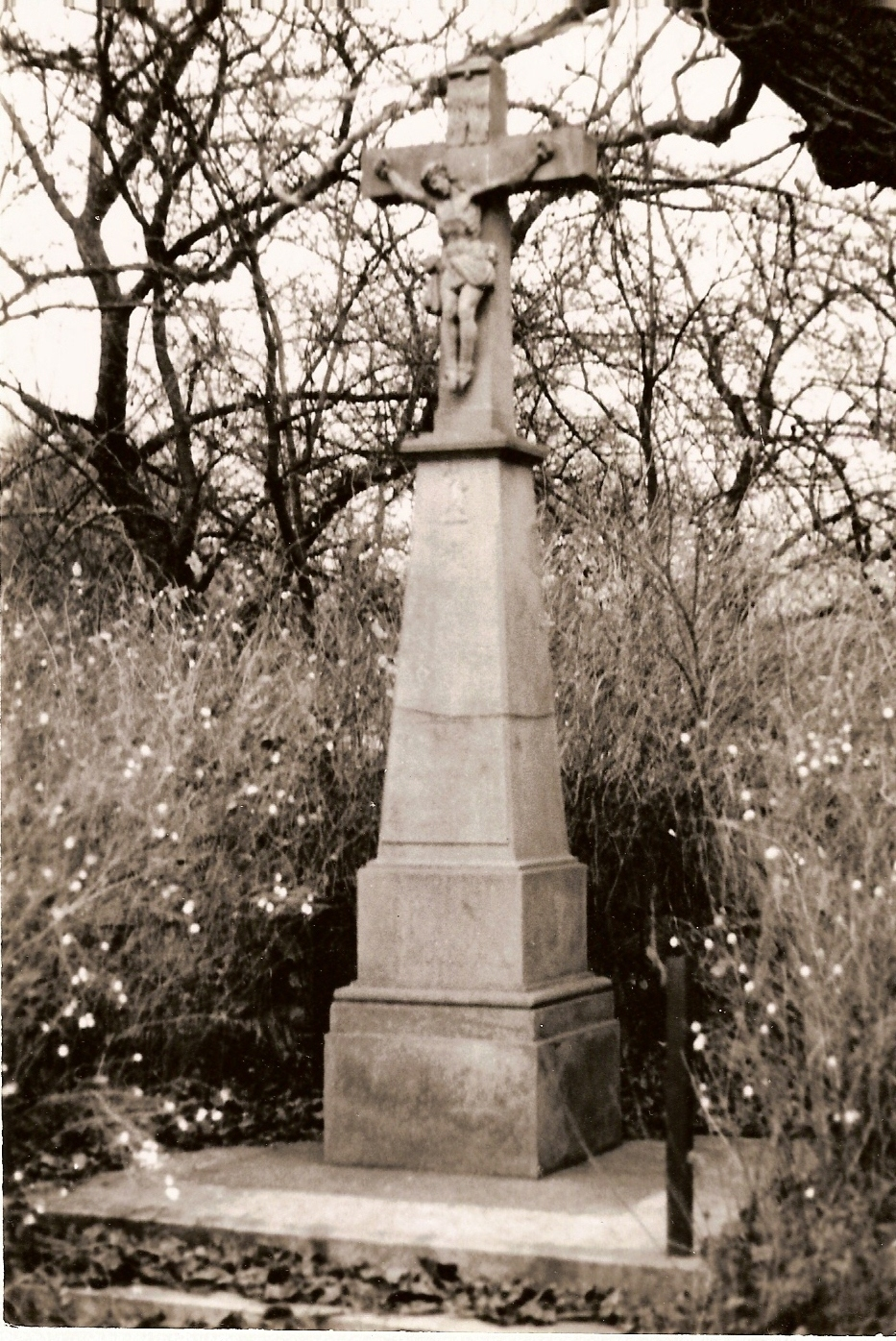
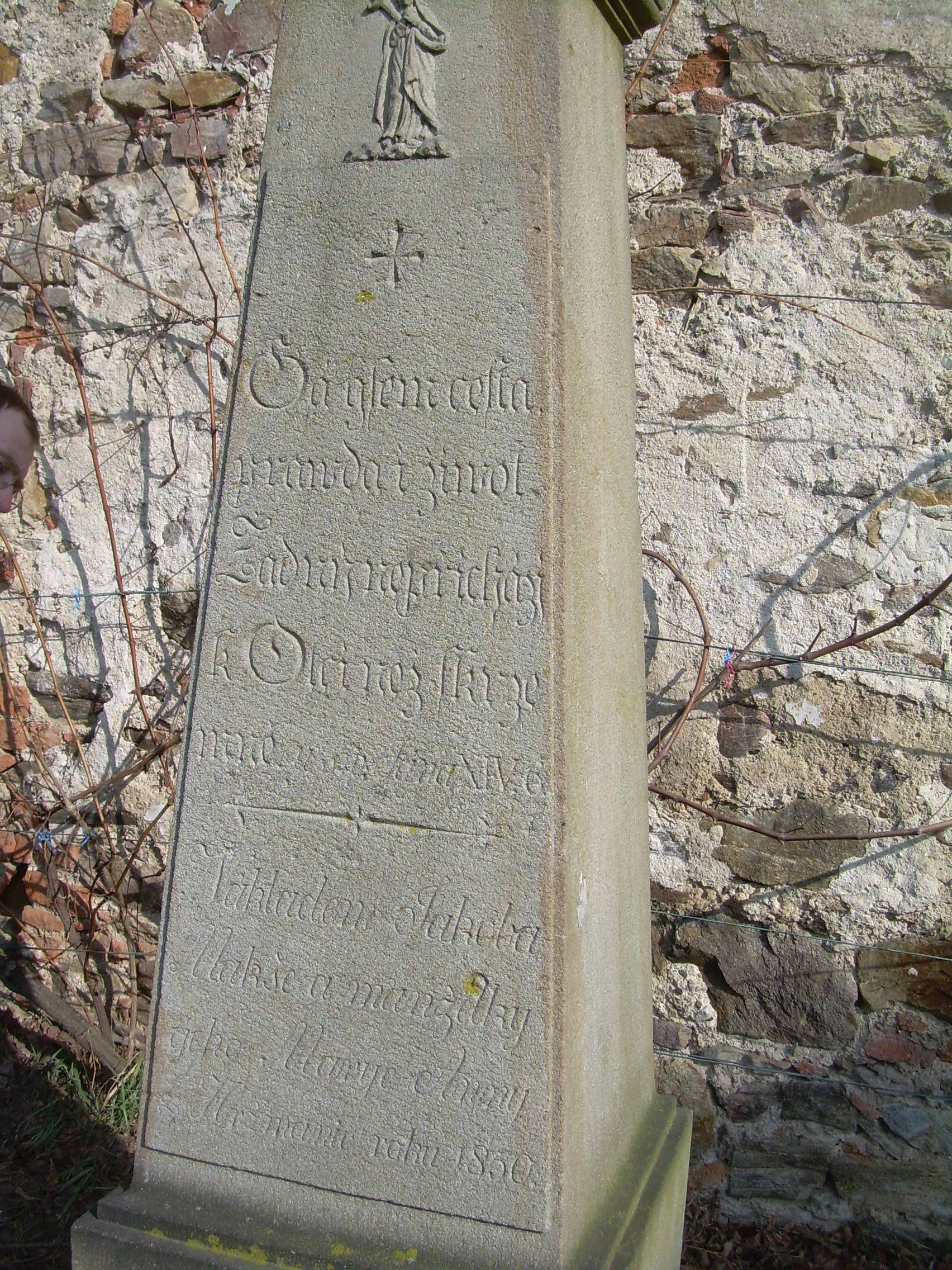
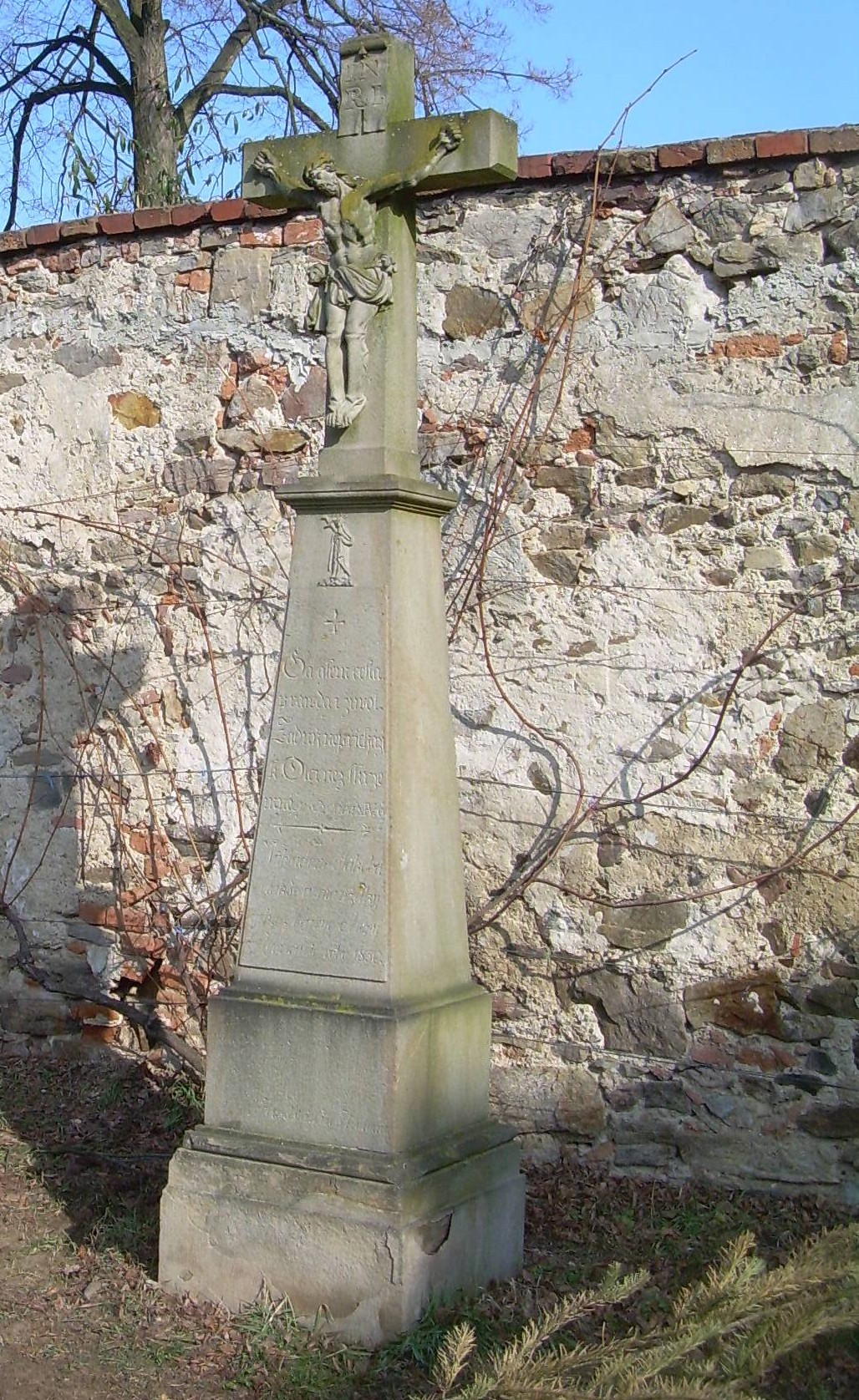

## Zaniklé kříže

### Kříž Sýkorův za mostem 1882
Kříž stával na křižovatce silnic Šemíkovice – Přešovice. Nápis na kříži je nečitelný. V roce 1993 ho přerazil rakouský kamion a vytesaný text byl při opravě zatřen betonem a plocha porostla lišejníkem. Dají se přečíst pouze jednotlivá písmena a spíš odhadnout než přečíst letopočet. V roce 2005 do něho narazilo auto a kříž byl přeražen na 3 kusy. V současné době je z místa kde stál odvezený.

### Kříž u silnice k Přešovicím
Stál původně u cesty vedoucí z Rouchovan do Litovan asi v třetině pole od stávající silnice. Po rozorání cest byl přenesen a postaven u silnice do Přešovic. Dnes z kříže zůstal pouze kamenný podstavec, který ležel na mezi struhy – po levé straně – asi 10–20 m od přešovské zkratky. Zápis v obecní kronice – kříž v polích k Litovanům, postavený obcí Rouchovanskou r. 1849. Dle soupisu památek (1947) – kříž z r. 1849 v tzv. Chalupnické trati na poli p.č. 891, Při polní cestě p.č. 1225, maj. František Cidrych, Rouchovany č. 203.
Na kříži je psáno švabachem a je to epištola, čtení:
JÁ JSEM VZKŘÍŠENÍ

I ŽIVOT. KDO VĚŘÍ VE MNE,

BYŤ PAK I UMŘEL, ŽIV

BUDE. Jan 11. 25.

nečitelné… U OBCE ROUCHO

VANSKÉ VYSTAVEN 1849